# Bensheim
Bensheim ([ˈbɛnshaɪ̯m]; im Ortsdialekt Bensem) ist eine Stadt im südhessischen Landkreis Bergstraße. Bensheim liegt an der Bergstraße und ist mit mehr als 40.000 Einwohnern die größte Stadt des Kreises.

## Geografie

### Geografische Lage

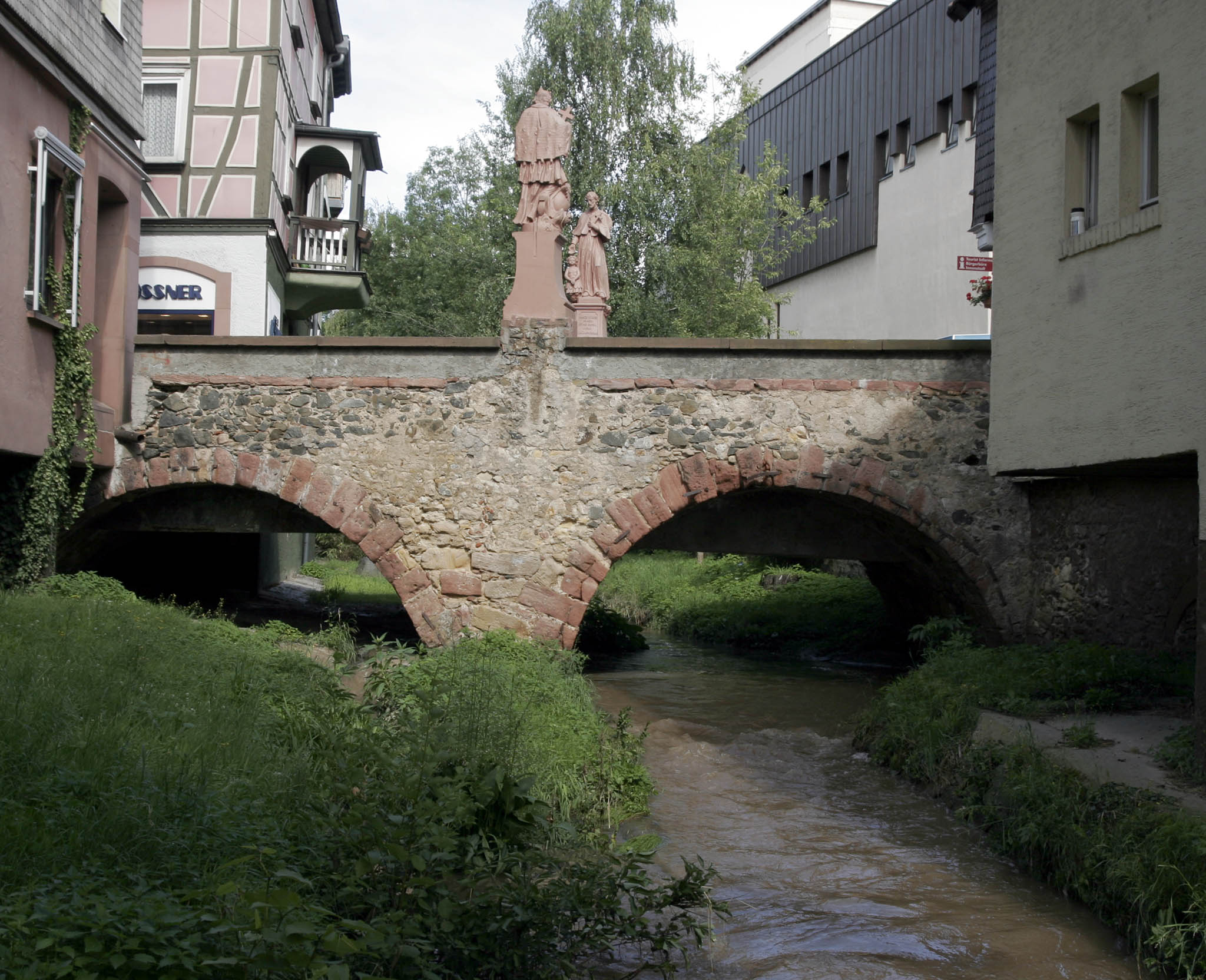
Die Lauter an der Mittelbrücke

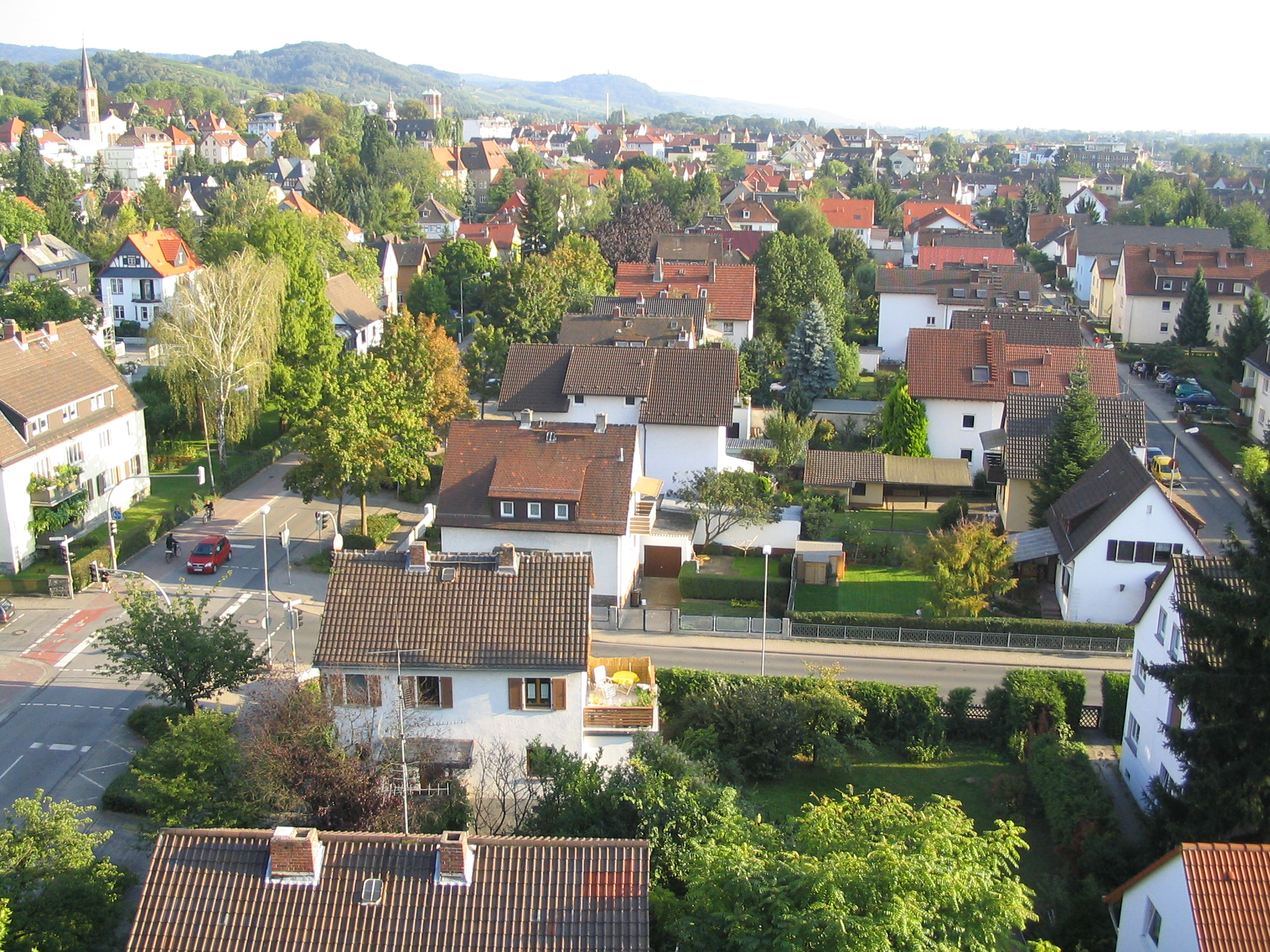
Bensheim von Norden

Die Stadt liegt am östlichen Rande der Oberrheinebene an den Hängen des westlichen Odenwaldes an der Bergstraße. Die nächsten größeren Städte sind Darmstadt (etwa 22 km nördlich), Heidelberg (etwa 35 km südlich), Worms (etwa 18 km westlich) und Mannheim (etwa 32 km südwestlich). Die Kreisstadt Heppenheim liegt etwa 5 km südlich.
Durch Bensheim fließt die aus dem Lautertal aus östlicher Richtung kommende Lauter, die ab dem Rinnentor Winkelbach heißt. Im Süden der Stadt fließt der ebenfalls aus dem Odenwald (Meerbachtal mit Zell und Gronau) kommende Meerbach. Weitgehend kanalisiert und erst ab dem westlichen Stadtrand an der Oberfläche verläuft der von der Lauter abgezweigte Neue Graben. Im Nordwesten an der A5 befindet sich der durch den Autobahnbau entstandene 7,7 ha große Bensheimer Badesee, der heute der Naherholung dient.

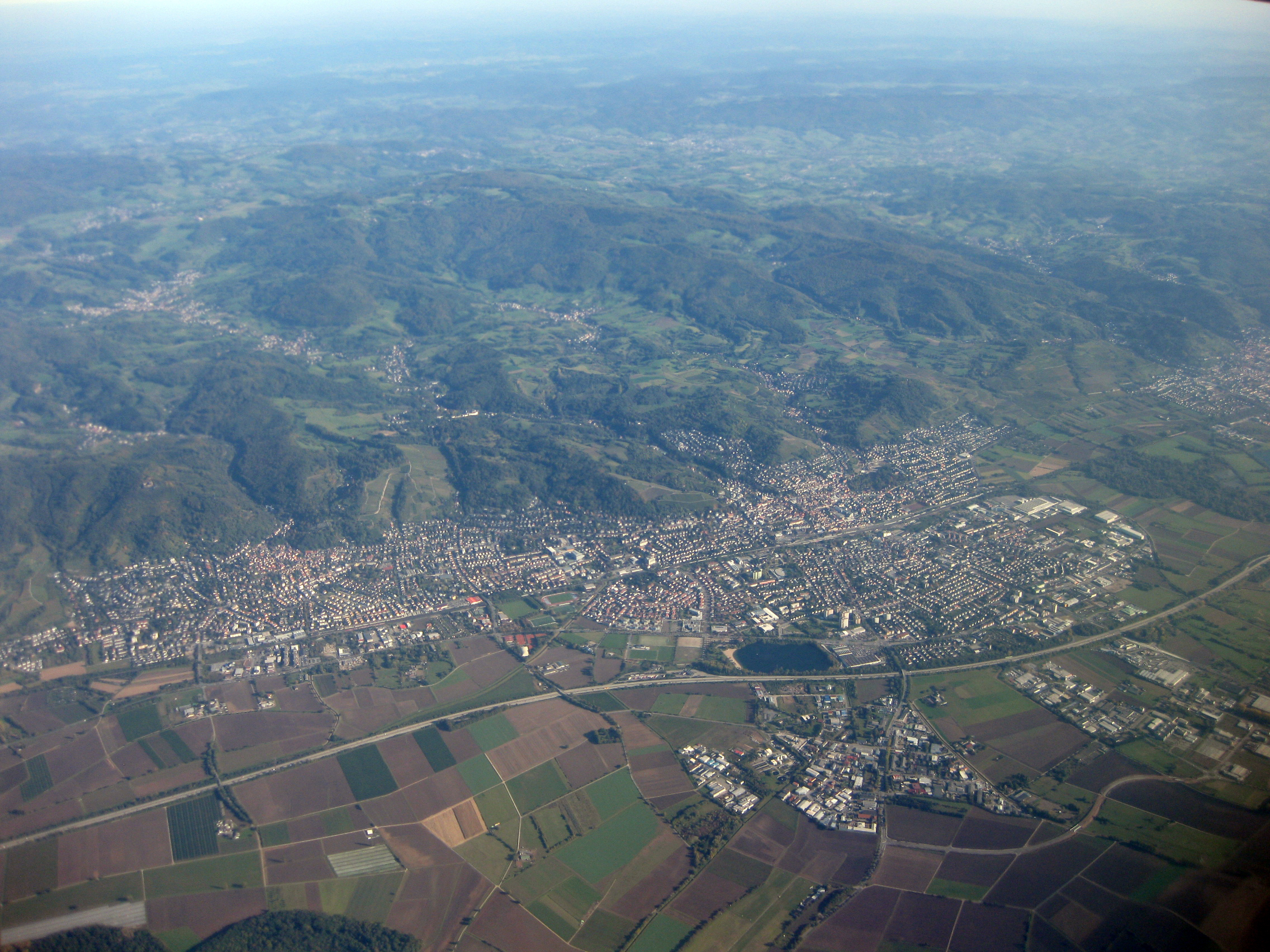
Luftbild vom Westen aus
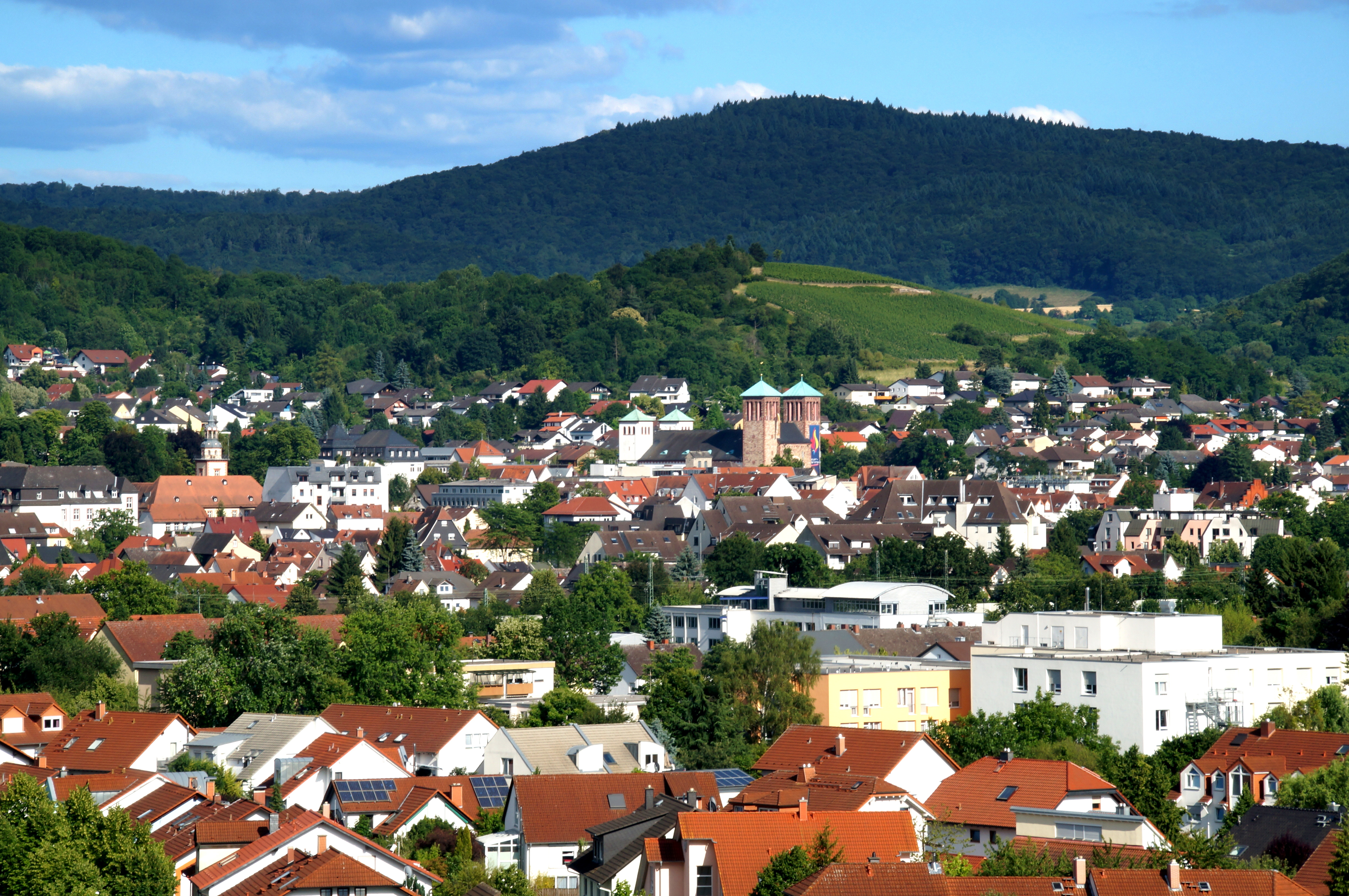
Bensheimer Innenstadt am Hessentag fotografiert
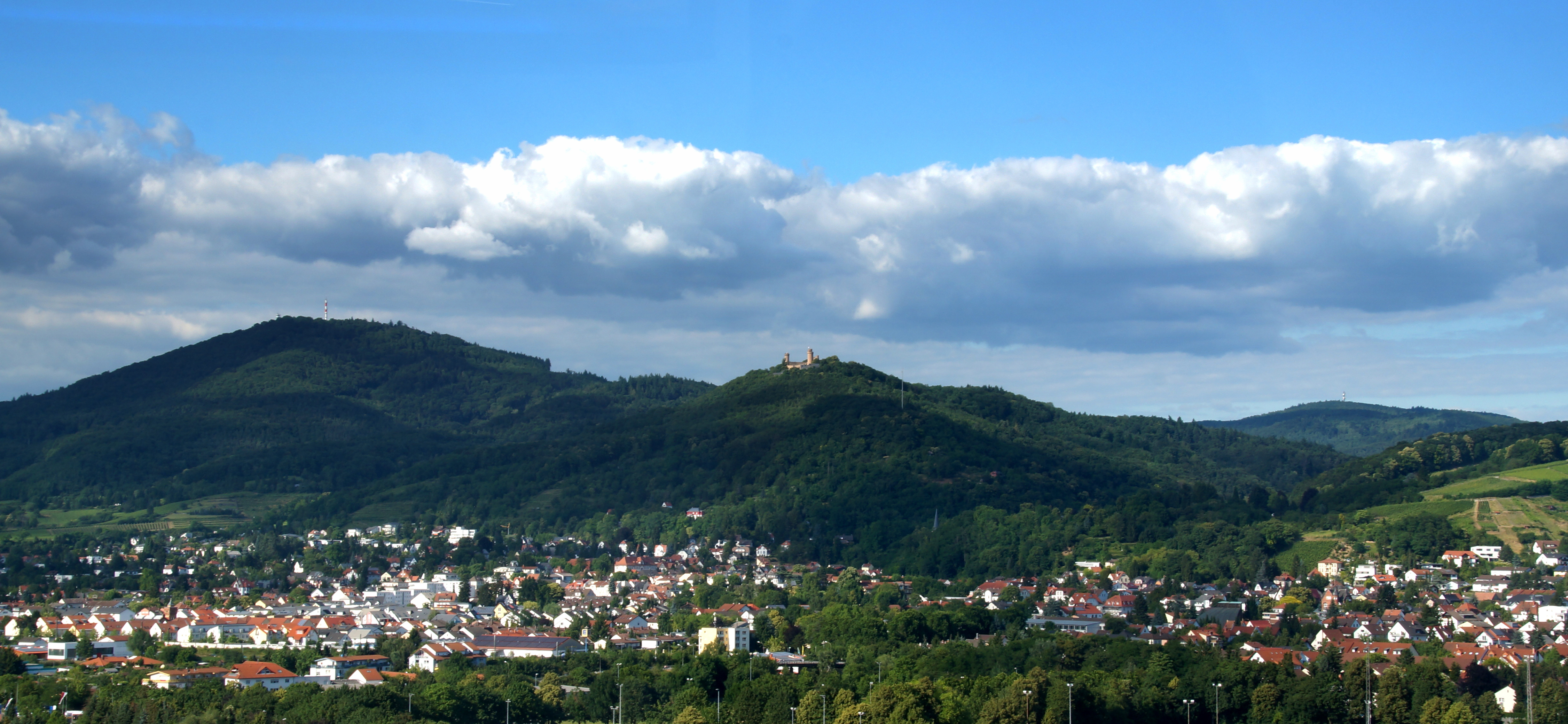
Bensheim Auerbach und Melibokus
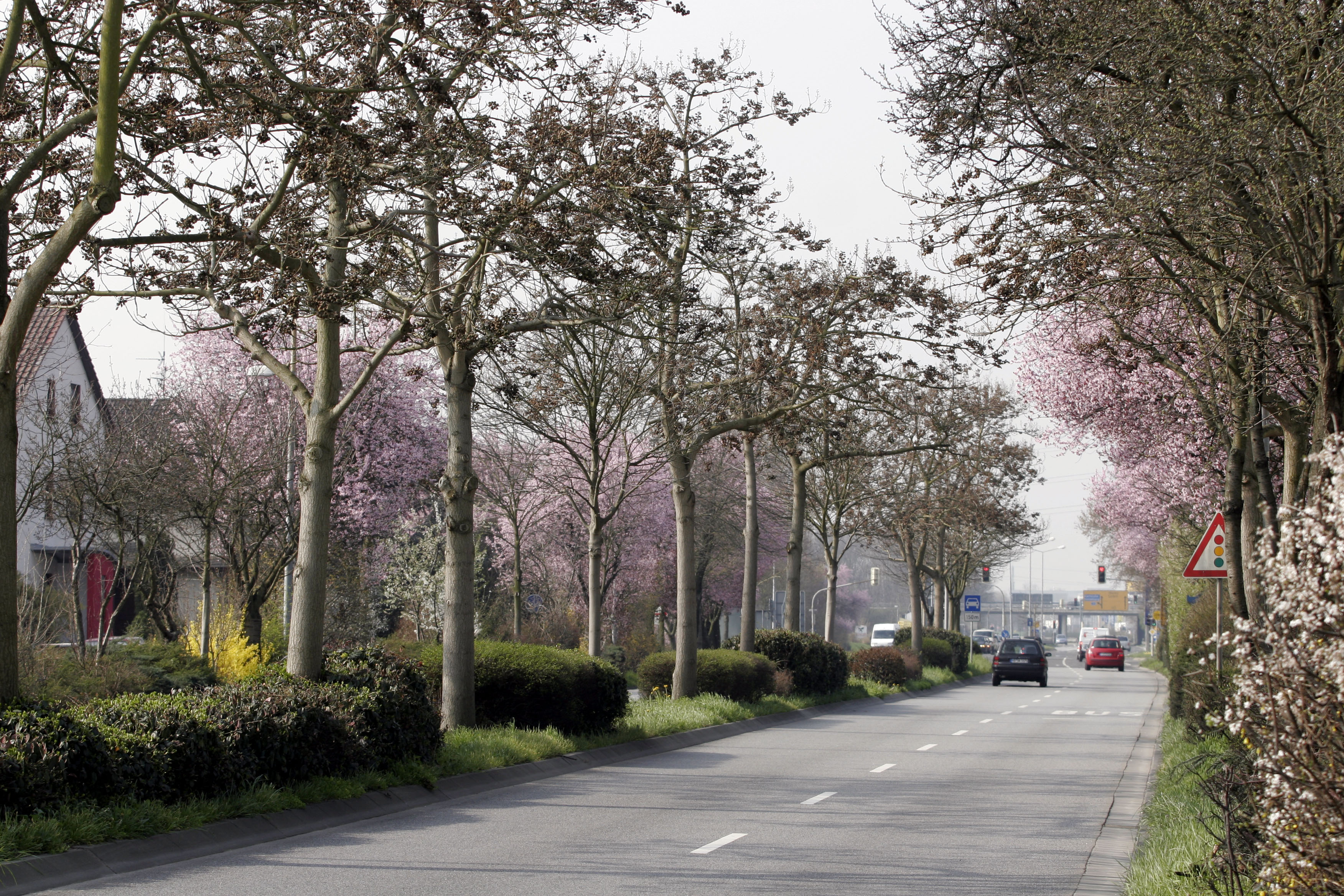
Blühende Zierkirschen (Vordergrund) und Mandelbäume in der Wormser Straße am 16. März 2007

### Nachbargemeinden
Bensheim grenzt im Norden an die Stadt Zwingenberg sowie die Gemeinden Alsbach-Hähnlein und Seeheim-Jugenheim (beide Landkreis Darmstadt-Dieburg), im Osten an die Gemeinde Lautertal, im Süden an die Stadt Heppenheim sowie im Westen an die Stadt Lorsch und die Gemeinde Einhausen.

### Stadtgliederung
Das Stadtgebiet von Bensheim gliedert sich in elf Stadtteile, für die jeweils ein Ortsbezirk mit Ortsbeirat und Ortsvorsteher eingerichtet wurde, davon zwei in der Kernstadt und neun für die nach Bensheim eingegliederten Gemeinden und besteht aus zehn Gemarkungen. Dabei bilden die Kernstadt und die eingemeindeten Orte jeweils eine Gemarkung.
- Bensheim-Mitte: die östlich der Eisenbahnlinie gelegene Kernstadt (Alt- und Vorstadt) mit zahlreichen neuzeitlichen Stadterweiterungen (beispielsweise Brunnenweg- oder Metzendorfviertel: Griesel, Meerbach- und Hemsbergviertel)
- Bensheim-West: die westlich der Eisenbahnlinie gelegene Kernstadt beispielsweise mit den Stadtvierteln Port Arthur, Marokko, Leibwehviertel oder den Kappesgärten
- an der Bergstraße nördlich der Kernstadt: Auerbach,
- in den vorderen Odenwaldtälern: Hochstädten, Schönberg, Wilmshausen, Gronau und Zell sowie
- im Hessischen Ried: Langwaden, Fehlheim und Schwanheim.

### Klima
Bensheim zeichnet sich – wie die anderen Orte an der Bergstraße – durch ein besonders mildes und sonniges Klima mit etwa 2000 Sonnenstunden jährlich und dem frühesten Frühlingsbeginn Deutschlands aus. Geschützt durch den Odenwald gedeihen im milden Klima hier Kiwis, Mandeln, Feigen und Pfirsiche. Die Bergstraße wird deshalb oft als „Riviera Deutschlands“ bezeichnet.
Die Stadt Bensheim fördert die Kultivierung beispielsweise von Mandelbäumen in den Vorgärten der Anwohner. Jedes Jahr gibt es in Bensheim eine Blütenkönigin. Sie wird seit 1948 alljährlich vom Automobil-Club Bensheim gestellt und ist seit Jahrzehnten Aushängeschild der Stadt Bensheim im In- und Ausland.

## Geschichte
Bensheim hat sich aus einem im 8. Jahrhundert erstmals erwähnten Dorf entwickelt. Im 14. Jahrhundert erhielt dieses Stadtrechte. Im Zweiten Weltkrieg wurden am 26. März 1945 große Teile der Altstadt durch Brandbomben zerstört.

## Bevölkerung

### Einwohnerentwicklung
| • 1618: | ca. 3000 Einwohner         |
| • 1628: | 2500 Einwohner             |
| • 1806: | 3095 Einwohner, 450 Häuser |
| • 1829: | 3977 Einwohner, 497 Häuser |
| • 1867: | 4781 Einwohner, 597 Häuser |

| Bensheim: Einwohnerzahlen von 1757 bis 2020 | Bensheim: Einwohnerzahlen von 1757 bis 2020 | Bensheim: Einwohnerzahlen von 1757 bis 2020 | Bensheim: Einwohnerzahlen von 1757 bis 2020 | Bensheim: Einwohnerzahlen von 1757 bis 2020 |
| --- | ------------------------------------------- | ------------------------------------------- | ------------------------------------------- | ------------------------------------------- |
| Jahr |                                             |                                             |                                             | Einwohner                                   |
| 1757 | 1757                                        |                                             | 2.131                                       | 2.131                                       |
| 1806 | 1806                                        |                                             | 3.095                                       | 3.095                                       |
| 1829 | 1829                                        |                                             | 3.977                                       | 3.977                                       |
| 1834 | 1834                                        |                                             | 6.566                                       | 6.566                                       |
| 1840 | 1840                                        |                                             | 7.335                                       | 7.335                                       |
| 1846 | 1846                                        |                                             | 7.539                                       | 7.539                                       |
| 1852 | 1852                                        |                                             | 7.755                                       | 7.755                                       |
| 1858 | 1858                                        |                                             | 8.056                                       | 8.056                                       |
| 1864 | 1864                                        |                                             | 7.296                                       | 7.296                                       |
| 1871 | 1871                                        |                                             | 7.589                                       | 7.589                                       |
| 1875 | 1875                                        |                                             | 8.049                                       | 8.049                                       |
| 1885 | 1885                                        |                                             | 9.015                                       | 9.015                                       |
| 1895 | 1895                                        |                                             | 9.716                                       | 9.716                                       |
| 1905 | 1905                                        |                                             | 11.667                                      | 11.667                                      |
| 1910 | 1910                                        |                                             | 12.545                                      | 12.545                                      |
| 1925 | 1925                                        |                                             | 14.349                                      | 14.349                                      |
| 1939 | 1939                                        |                                             | 16.416                                      | 16.416                                      |
| 1946 | 1946                                        |                                             | 20.207                                      | 20.207                                      |
| 1950 | 1950                                        |                                             | 22.279                                      | 22.279                                      |
| 1956 | 1956                                        |                                             | 22.770                                      | 22.770                                      |
| 1961 | 1961                                        |                                             | 24.060                                      | 24.060                                      |
| 1967 | 1967                                        |                                             | 26.162                                      | 26.162                                      |
| 1970 | 1970                                        |                                             | 27.498                                      | 27.498                                      |
| 1972 | 1972                                        |                                             | 33.032                                      | 33.032                                      |
| 1975 | 1975                                        |                                             | 32.653                                      | 32.653                                      |
| 1980 | 1980                                        |                                             | 32.964                                      | 32.964                                      |
| 1985 | 1985                                        |                                             | 33.311                                      | 33.311                                      |
| 1990 | 1990                                        |                                             | 35.056                                      | 35.056                                      |
| 1995 | 1995                                        |                                             | 36.930                                      | 36.930                                      |
| 2000 | 2000                                        |                                             | 38.557                                      | 38.557                                      |
| 2005 | 2005                                        |                                             | 39.680                                      | 39.680                                      |
| 2010 | 2010                                        |                                             | 39.729                                      | 39.729                                      |
| 2011 | 2011                                        |                                             | 39.253                                      | 39.253                                      |
| 2015 | 2015                                        |                                             | 40.051                                      | 40.051                                      |
| 2020 | 2020                                        |                                             | 40.791                                      | 40.791                                      |
| Datenquelle: Historisches Gemeindeverzeichnis für Hessen: Die Bevölkerung der Gemeinden 1834 bis 1967. Wiesbaden: Hessisches Statistisches Landesamt, 1968. Weitere Quellen: LAGIS; 1972:; Hessisches Statistisches Informationssystem; Zensus 2011 Ab 1972 einschließlich der im Zuge der Gebietsreform in Hessen eingegliederten Orte. |                                             |                                             |                                             |                                             |

### Einwohnerentwicklung der später eingegliederten Orte
Bei den folgenden Einwohnerzahlen handelt es sich um die Volkszählungsergebnisse vom 6. Juni 1961 und vom 27. Mai 1970 und vom 9. Mai 2011
| Ort         | Einwohner 1961 | Einwohner 1970 | Einwohner 2011 |
| ----------- | -------------- | -------------- | -------------- |
| Fehlheim    | 1147           | 1401           | 1692           |
| Gronau      | 704            | 802            | 1203           |
| Hochstädten | 323            | 406            | 669            |
| Langwaden   | 206            | 266            | 381            |
| Schwanheim  | 730            | 846            | 1218           |
| Wilmshausen | 455            | 454            | 633            |

### Einwohnerstruktur 2011
Nach den Erhebungen des Zensus 2011 lebten am Stichtag, dem 9. Mai 2011, in Bensheim 39.253 Einwohner. Darunter waren 3325 (8,5 %) Ausländer, von denen 1322 aus dem EU-Ausland, 1196 aus anderen europäischen Ländern und 807 aus anderen Staaten kamen. Von den deutschen Einwohnern hatten 7,6 % einen Migrationshintergrund. (Bis zum Jahr 2020 erhöhte sich die Ausländerquote auf 13,4 %.) Nach dem Lebensalter waren 6690 Einwohner unter 18 Jahren, 16.569 waren zwischen 18 und 49, 8187 zwischen 50 und 64 und 7806 Einwohner waren älter. Die Einwohner lebten in 17.398 Haushalten. Davon waren 5812 Singlehaushalte, 4731 Paare ohne Kinder und 4781 Paare mit Kindern, sowie 1602 Alleinerziehende und 472 Wohngemeinschaften. In 3612 Haushalten lebten ausschließlich Senioren und in 11.943 Haushaltungen leben keine Senioren.

### Religionszugehörigkeit
| • 1829: | 90 lutherische (2,26 %), 8 reformierte (0,20 %), 74 jüdische (1,86 %) und 3850 katholische (95,68 %) Einwohner                                                             |
| • 1961: | 11617 evangelische (48,28 %), 11696 katholische (48,61 %) Einwohner |
| • 1987: | 14.716 evangelische (43,29 %), 14.901 katholische (43,83 %), 4377 sonstige (12,87 %) Einwohner                                                                             |
| • 2011: | 13.450 evangelische (34,5 %), 13.510 katholische (34,6 %), 390 freikirchliche (1,0 %), 590 orthodoxe (1,5 %), 1170 andersgläubig (3,0 %), 9860 sonstige (25,3 %) Einwohner |

### Erwerbstätigkeit
Die Gemeinde im Vergleich mit Landkreis, Regierungsbezirk Darmstadt und Hessen:
|                                                   | Jahr | Gemeinde | Landkreis | Regierungsbezirk | Hessen    |
| ------------------------------------------------- | ---- | -------- | --------- | ---------------- | --------- |
| Sozialversicherungspflichtig Beschäftigte         | 2017 | 18.590   | 72.939    | 1.695.567        | 2.524.156 |
| Veränderung zu                                    | 2000 | +42,7 %  | +17,1 %   | +16,1 %          | +16,0 %   |
| davon Vollzeit                                    | 2017 | 75,5 %   | 71,9 %    | 72,8 %           | 71,8 %    |
| davon Teilzeit                                    | 2017 | 24,5 %   | 26,1 %    | 27,2 %           | 28,2 %    |
| Ausschließlich geringfügig entlohnte Beschäftigte | 2017 | 2961     | 15.613    | 224.267          | 372.991   |
| Veränderung zu                                    | 2000 | +18,1 %  | −4,3 %    | +9,0 %           | +8,8 %    |

| Branche                         | Jahr | Gemeinde | Landkreis | Regierungsbezirk | Hessen |
| ------------------------------- | ---- | -------- | --------- | ---------------- | ------ |
| Produzierendes Gewerbe          | 2000 | 31,4 %   | 39,6 %    | 27,0 %           | 30,6 % |
|                                 | 2017 | 33,0 %   | 32,1 %    | 20,4 %           | 24,3 % |
| Handel, Gastgewerbe und Verkehr | 2000 | 23,0 %   | 25,1 %    | 26,4 %           | 25,1 % |
|                                 | 2017 | 25,4 %   | 25,1 %    | 24,7 %           | 23,8 % |
| Unternehmensdienstleistungen    | 2000 | 17,6 %   | 11,6 %    | 25,1 %           | 20,2 % |
|                                 | 2017 | 18,6 %   | 15,6 %    | 31,6 %           | 26,1 % |
| Sonstige Dienstleistungen       | 2000 | 24,2 %   | 22,0 %    | 20,1 %           | 22,5 % |
|                                 | 2017 | 24,5 %   | 25,3 %    | 23,0 %           | 25,4 % |
| Sonstiges (bzw. ohne Zuordnung) | 2000 | 03, %    | 01,7 %    | 01,4 %           | 01,5 % |
|                                 | 2017 | 00,8 %   | 01,2 %    | 00,3 %           | 00,4 % |

## Politik

### Stadtverordnetenversammlung
Die Kommunalwahl am 14. März 2021 lieferte folgendes Ergebnis, in Vergleich gesetzt zu früheren Kommunalwahlen:
| Sitzverteilung in der Stadtverordnetenversammlung 2021Insgesamt 45 Sitze - Grüne: 11 - BfB: 3 - SPD: 7 - CDU: 15 - FDP: 4 - FWG: 3 - AfD: 2 | Parteien und Wählergemeinschaften | Parteien und Wählergemeinschaften           | % 2021 | Sitze 2021 | % 2016 | Sitze 2016 | % 2011 | Sitze 2011 | % 2006 | Sitze 2006 | % 2001 | Sitze 2001 |
| Sitzverteilung in der Stadtverordnetenversammlung 2021Insgesamt 45 Sitze - Grüne: 11 - BfB: 3 - SPD: 7 - CDU: 15 - FDP: 4 - FWG: 3 - AfD: 2 | CDU                               | Christlich Demokratische Union Deutschlands | 33,1   | 15         | 33,3   | 15         | 36,4   | 16         | 43,2   | 20         | 43,1   | 20         |
| Sitzverteilung in der Stadtverordnetenversammlung 2021Insgesamt 45 Sitze - Grüne: 11 - BfB: 3 - SPD: 7 - CDU: 15 - FDP: 4 - FWG: 3 - AfD: 2 | Grüne                             | Bündnis 90/Die Grünen                       | 24,1   | 11         | 14,1   | 7          | 22,9   | 10         | 13,6   | 6          | 13,7   | 6          |
| Sitzverteilung in der Stadtverordnetenversammlung 2021Insgesamt 45 Sitze - Grüne: 11 - BfB: 3 - SPD: 7 - CDU: 15 - FDP: 4 - FWG: 3 - AfD: 2 | SPD                               | Sozialdemokratische Partei Deutschlands     | 16,2   | 7          | 17,5   | 8          | 23,8   | 11         | 29,5   | 13         | 32,7   | 15         |
| Sitzverteilung in der Stadtverordnetenversammlung 2021Insgesamt 45 Sitze - Grüne: 11 - BfB: 3 - SPD: 7 - CDU: 15 - FDP: 4 - FWG: 3 - AfD: 2 | FDP                               | Freie Demokratische Partei                  | 9,6    | 4          | 6,9    | 3          | 4,0    | 2          | 7,1    | 3          | 5,3    | 2          |
| Sitzverteilung in der Stadtverordnetenversammlung 2021Insgesamt 45 Sitze - Grüne: 11 - BfB: 3 - SPD: 7 - CDU: 15 - FDP: 4 - FWG: 3 - AfD: 2 | BfB                               | Bürger für Bensheim                         | 6,6    | 3          | 11,8   | 5          | 7,2    | 3          | —      | —          | —      | —          |
| Sitzverteilung in der Stadtverordnetenversammlung 2021Insgesamt 45 Sitze - Grüne: 11 - BfB: 3 - SPD: 7 - CDU: 15 - FDP: 4 - FWG: 3 - AfD: 2 | FWG                               | Freie Wählergemeinschaft Bensheim           | 6,2    | 3          | 3,0    | 1          | 5,7    | 3          | 6,6    | 3          | 5,2    | 2          |
| Sitzverteilung in der Stadtverordnetenversammlung 2021Insgesamt 45 Sitze - Grüne: 11 - BfB: 3 - SPD: 7 - CDU: 15 - FDP: 4 - FWG: 3 - AfD: 2 | AfD                               | Alternative für Deutschland                 | 4,3    | 2          | 13,3   | 6          | —      | —          | —      | —          | —      | —          |
| Sitzverteilung in der Stadtverordnetenversammlung 2021Insgesamt 45 Sitze - Grüne: 11 - BfB: 3 - SPD: 7 - CDU: 15 - FDP: 4 - FWG: 3 - AfD: 2 | Gesamt                            | Gesamt                                      | 100,0  | 45         | 100,0  | 45         | 100,0  | 45         | 100,0  | 45         | 100,0  | 45         |
| Sitzverteilung in der Stadtverordnetenversammlung 2021Insgesamt 45 Sitze - Grüne: 11 - BfB: 3 - SPD: 7 - CDU: 15 - FDP: 4 - FWG: 3 - AfD: 2 | Wahlbeteiligung in %              | Wahlbeteiligung in %                        | 49,0   | 49,0       | 49,1   | 49,1       | 47,0   | 47,0       | 43,0   | 43,0       | 50,5   | 50,5       |

### Bürgermeister und Magistrat

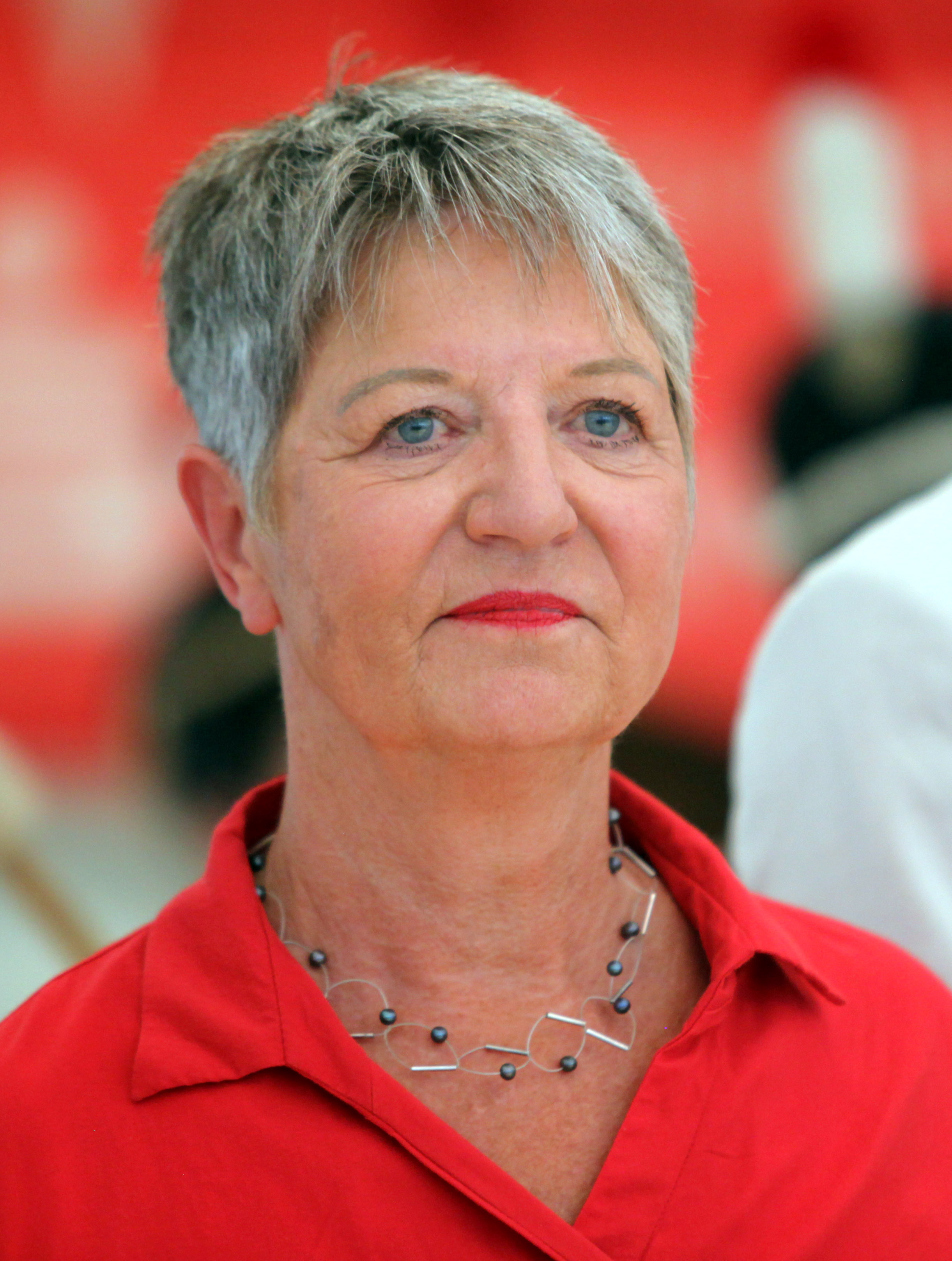
Bürgermeisterin Christine Klein (2022)

Nach der hessischen Kommunalverfassung wird der Bürgermeister für eine sechsjährige Amtszeit gewählt, seit dem Jahr 1993 in einer Direktwahl, und ist Vorsitzender des Magistrats, dem in der Stadt Bensheim neben dem Bürgermeister hauptamtlich ein Erster Stadtrat und ehrenamtlich neun weitere Stadträte angehören. Bürgermeisterin ist seit dem 15. Dezember 2020 Christine Klein (SPD). Sie setzte sich am 15. November 2020 in einer Stichwahl gegen Amtsinhaber Rolf Richter (CDU), der sich um eine zweite Amtszeit beworben hatte, bei 43,70 Prozent Wahlbeteiligung mit 52,77 Prozent der Stimmen durch.
Amtszeiten der Bürgermeister
- 2020–2026 Christine Klein (SPD) (* 1955)[27]
- 2014–2020 Rolf Richter (CDU) (* 1966)
- 2002–2014 Thorsten Herrmann (CDU) (* 1964)
- 1972–2002 Georg Stolle (CDU) (1938–2020)
- 1954–1971 Wilhelm Kilian (1914–1971)
- 1946–1954 Joseph Treffert (CDU) (1883–1963)
- 1945–1946 Willy Klapproth (SPD) (1892–1967)
- 1945 Theodor Kräge (1888–1963)

Eine separate Liste der Stadtoberhäupter von Bensheim reicht nahezu lückenlos zurück bis in das Jahr 1546.
Magistrat
Der Magistrat ist als Kollegialorgan die Verwaltungsbehörde der Stadt. Er besteht aus dem Bürgermeister als Vorsitzenden, dem Ersten Stadtrat und weiteren Stadträten. In der Praxis besteht die weit überwiegende Mehrheit des Magistrats aus ehrenamtlichen Mitgliedern. Die Zahl der hauptamtlichen Stadträte darf die der ehrenamtlichen jedenfalls nicht übersteigen.
Der Magistrat besorgt die laufende Verwaltung und wird von den Bediensteten der Stadt unterstützt. Diese stellt er ein, befördert und entlässt sie. Er trifft die Entscheidungen zu laufenden Verwaltungsangelegenheiten, bereitet gemeinsam mit der Verwaltung die Beschlüsse der Stadtverordnetenversammlung vor und führt diese aus. Er wirkt mit bei der Ausführung der Gesetze und Verordnungen innerhalb der Stadt, bei der Verwaltung des Vermögens, bei der Erstellung des Haushaltsplanes sowie bei der Überwachung des Kassen- und Rechnungswesens. Auch die Wahrung der Bürgerinteressen ist seine Aufgabe. Er vertritt die Gemeinde nach außen, führt den Schriftwechsel und vollzieht die Gemeindeurkunden. Er tagt unter Vorsitz des Bürgermeisters in nicht-öffentlichen Sitzungen. An den Sitzungen der Stadtverordnetenversammlung nimmt der Magistrat ohne Stimmrecht teil.
Die ehrenamtlichen Stadträte werden von der Stadtverordnetenversammlung in oder bald nach der konstituierenden Sitzung für die fünfjährige Wahlperiode bis zur nächsten Kommunalwahl in den Magistrat gewählt. Für die Dauer ihrer Wahlzeit werden sie zu Ehrenbeamten ernannt und können zwar zurücktreten, aber im Gegensatz zu hauptamtlichen Magistratsmitgliedern nicht abgewählt werden. Die Stärke der in der Stadtverordnetenversammlung vertretenen Fraktionen spiegelt sich grundsätzlich in der Zusammensetzung des ehrenamtlichen Magistrats wider.
Hauptamtliche Stadträte werden von der Stadtverordnetenversammlung auf die Dauer von sechs Jahren als Wahlbeamte gewählt. In Bensheim gibt es zwei hauptamtliche Magistratsmitglieder: Bürgermeisterin Christine Klein (SPD) und die Erste Stadträtin Nicole Rauber-Jung (CDU), am 23. Mai 2019 gewählt und seit 15. Oktober 2019 im Amt. Nach dem Geschäftsverteilungsplan der Bürgermeisterin sind beide als Dezernentinnen jeweils für einen Teil der Ämter und Fachbereiche der Stadtverwaltung zuständig. Der Ersten Stadträtin sind die Fachbereiche Stadtentwicklung, Immobilien und Umwelt sowie Sicherheit, Ordnung und Bürgerservice zugewiesen; alles andere gehört zum Dezernat der Bürgermeisterin.

### Ortsbezirke
Folgende Ortsbezirke mit Ortsbeirat und Ortsvorsteher nach der Hessischen Gemeindeordnung gibt es im Gemeindegebiet:
- Ortsbezirk Bensheim-Mitte (Gemarkung Bensheim, Alt- und Vorstadt mit zahlreichen neuzeitlichen Stadterweiterungen). Der Ortsbeirat besteht aus 11 Mitgliedern.
- Ortsbezirk Bensheim-West (Gemarkung Bensheim, der Teil westlich der Bahnstrecke Frankfurt am Main–Heidelberg). Der Ortsbeirat besteht aus 11 Mitgliedern.
- Ortsbezirk Auerbach (Gemarkung Auerbach). Der Ortsbeirat besteht aus 11 Mitgliedern.
- Ortsbezirk Fehlheim (Gemarkung Fehlheim). Der Ortsbeirat besteht aus 6 Mitgliedern.
- Ortsbezirk Gronau (Gemarkung Gronau). Der Ortsbeirat besteht aus 7 Mitgliedern.
- Ortsbezirk Hochstädten (Gemarkung Hochstädten). Der Ortsbeirat besteht aus 7 Mitgliedern.
- Ortsbezirk Langwaden (Gemarkung Langwaden). Der Ortsbeirat besteht aus 5 Mitgliedern.
- Ortsbezirk Schönberg (Gemarkung Schönberg). Der Ortsbeirat besteht aus 7 Mitgliedern.
- Ortsbezirk Schwanheim (Gemarkung Schwanheim). Der Ortsbeirat besteht aus 7 Mitgliedern.
- Ortsbezirk Wilmshausen (Gemarkung Wilmshausen). Der Ortsbeirat besteht aus 7 Mitgliedern.
- Ortsbezirk Zell (Gemarkung Zell). Der Ortsbeirat besteht aus 7 Mitgliedern.

### Ortsbeiräte der Kernstadt Bensheim
Der Ortsbeirat für den Ortsbezirk Bensheim-Mitte besteht aus elf Mitgliedern. Bei den Kommunalwahlen in Hessen 2021 betrug die Wahlbeteiligung zum Ortsbeirat 50,72 %. Dabei wurden gewählt: zwei Mitglieder der SPD, vier Mitglieder der CDU zwei Mitglieder vom Bündnis 90/Die Grünen, ein Mitglied der FDP, ein Mitglied der Liste „Bürger für Bensheim“ und ein Mitglied der „Freien Wählergemeinschaft Bensheim“. Der Ortsbeirat wählte Marco Weißmüller (CDU) zum Ortsvorsteher.
Der Ortsbeirat für den Ortsbezirk Bensheim-West besteht ebenfalls aus elf Mitgliedern. Bei den Kommunalwahlen in Hessen 2021 betrug die Wahlbeteiligung zum Ortsbeirat 40,79 %. Dabei wurden gewählt: zwei Mitglieder der SPD, drei Mitglieder der CDU frei Mitglieder vom Bündnis 90/Die Grünen, ein Mitglied der FDP, ein Mitglied der Liste „Bürger für Bensheim“ und ein Mitglied der „Freien Wählergemeinschaft Bensheim“. Der Ortsbeirat wählte Ingrid Schich-Kiefer (CDU) zur Ortsvorsteherin.

### Wappen
Wappenbeschreibung: In Rot auf einem nach links reitenden silbernen Pferd mit goldenem Zaumzeug der Heilige Georg in goldener Rüstung mit goldener beidhändig geführter Lanze („Contus“) einen grünen Drache durchbohrend.
Der rote Wappenhintergrund nimmt Bezug auf das Wappen von Mainz, da die Stadt bis 1802 im Besitz des Bistums Mainz war. Der den Drachen tötende Reiter stellt den Heiligen Georg dar, der in früheren Zeiten als Schutzpatron der Stadt Bensheim galt.

## Städtepartnerschaften und Patenschaft
Die folgenden Städtepartnerschaften wurden bis zum Dezember 2019 eingegangen:
- 1960: Beaune,  Frankreich
- 1977: Amersham,  Vereinigtes Königreich
- 1987: Mohács,  Ungarn
- 1989: Riva del Garda,  Italien
- 1996: Kłodzko (Glatz),  Polen
- 2002: Hostinné (Arnau),  Tschechien

Am 29. April 1956 wurde die Patenschaft für die vertriebenen Sudetendeutschen aus der Stadt Arnau (tschechisch Hostinné) an der Elbe im ehemaligen Landkreis Hohenelbe übernommen.
Zudem haben einige Stadtteile gesonderte Städtepartnerschaften:
- 1968 Manlay,  Frankreich (mit Zell)
- 1994 Pfaffenheim,  Frankreich (mit Gronau)

## Kultur und Sehenswürdigkeiten

### Plätze und Parkanlagen

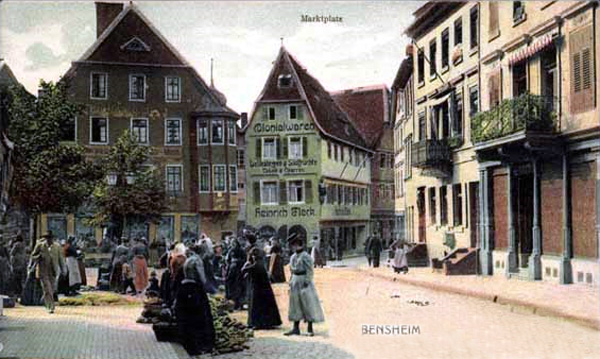
Bensheimer Marktplatz um 1904

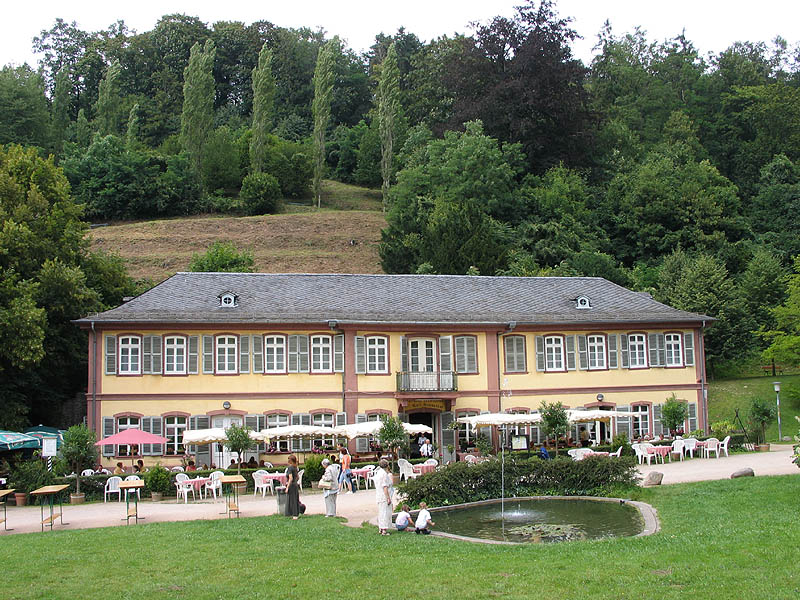
Fürstenlager bei Bensheim-Auerbach

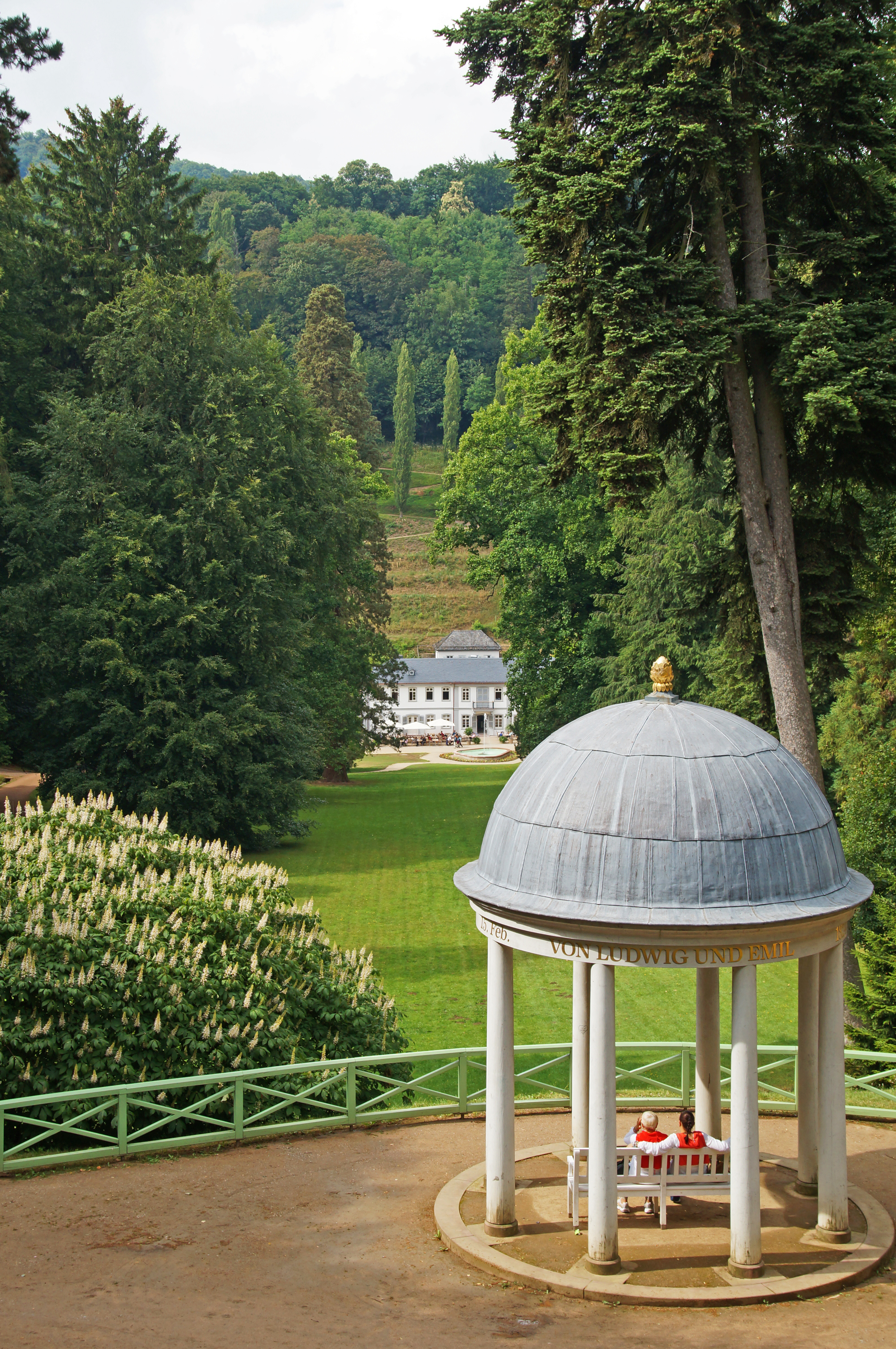
Tempel und Herrenhaus im Fürstenlager Bensheim

- Der Marktplatz ist seit alters her der Mittelpunkt der Stadt Bensheim. Sein östliches Ende grenzt derzeit ohne Abschluss durch ein Gebäude direkt an den Kirchenvorplatz, östlich davon steht die St. Georgskirche. Um den Marktplatz herum befinden sich eine Reihe von Fachwerkhäusern.
- Der Platz am Bürgerwehrbrunnen südlich des Marktplatzes entstand in der heutigen Ausprägung mit dem Bürgerwehrbrunnen im Jahr 1934.
- Der aus einer Tuchbleiche westlich des Stadtmauerverlaufs entstandene „Beauner Platz“ wurde nach der französischen Weinstadt Beaune in Burgund benannt. Auch nach den weiteren Partnerstädten wurden Plätze benannt: Der Amersham-Platz (Bahnhofsvorplatz), der Mohács-Platz am Rinnentorturm, der Riva-del-Garda-Platz vor dem Rathaus, der Klodzko-Platz vor der Kirche St. Georg und der Manlay-Platz im Ortsteil Zell.
- Der Hospitalplatz liegt in der Vorstadt an der Einmündung der Gerbergasse in die untere Hauptstraße. Namengebend ist das bereits 1370 erstmals erwähnte Hospital an der Westseite des Platzes. Südlich davon liegt an der Einmündung der Hauptstraße in die Rodensteinstraße und die Heidelberger Straße der Platz Am Storchennest.
- Der Stadtpark an der Kreuzung Hauptstraße, Darmstädter Straße, Rodensteinstraße und Nibelungenstraße wurde 1934 als Kurpark gestaltet und ging aus dem Garten des Rodensteiner Hofs hervor. 1905 verkaufte Elisabeth, geb. von Enzberg,  die Witwe des letzten Freiherrn Überbruck von Rodenstein, Heinrich Joseph Maximilian, das gesamte Anwesen an die Stadt. An der Südwestecke des Stadtparks steht der bereits Mitte des 19. Jahrhunderts errichtete klassizistische Pavillon im Moller-Stil. Die westlich davon gelegene Einmündung der B 47 in die B 3 wird als Ritterplatz bezeichnet.
- Der Staatspark Fürstenlager ist ein etwa 42 Hektar großer Park mit über 50 exotischen Bäumen und Sträuchern und einer Vielzahl von Hofgebäuden. Er wurde ab 1790 durch die Landgrafen und Großherzöge von Hessen-Darmstadt als Sommerresidenz errichtet.
- Die Nibelungenanlage ist eine die Lauter begleitende Parkanlage mit Freizeiteinrichtungen östlich der Altstadt.
- Der Kronepark ist eine Parkanlage mit Kur- und Freizeiteinrichtungen im Stadtteil Auerbach.
- Der ehemalige Baßmannpark mit mehreren architektonischen Bestandteilen ist ein typischer Landschaftspark des 19. Jahrhunderts und ist von kultur- und ortsgeschichtlicher Bedeutung. Er ist heute weitgehend überwuchert und befindet sich östlich der Kernstadt zwischen der Lauter im Schönberger Tal und dem Hohberg, wo sich als architektonischer Überrest der Aussichtsturm Luginsland erhalten hat.

### Kultur
- Das Parktheater wurde 1968 gebaut und bietet als Dreh- und Angelpunkt verschiedene kulturelle Aktivitäten an. Neben dem städtischen Spieleplan bringen freie Veranstalter, Vereine und Schulen ein vielfältiges Programm aus den Sparten Sprech-, Musik- und Tanztheater. Von Oktober 1998 bis Dezember 1999 wurde das Parktheater optisch, technisch und gestalterisch von Grund auf saniert.
- PiPaPo Theater: Kleinkunst
- Vornerum Theater
- Varieté Pegasus
- Autorenkollektiv Laufkundschaft
- Museum Bensheim mit Themen Stadtgeschichte, Archäologie und Kunstausstellungen
- Synagoge Auerbach: In der Synagoge befindet sich auch ein Museum.
- Die Musikschule Bensheim wurde 1979 gegründet. Durch die Teilnahme an verschiedenen Wettbewerben gehören die Schüler der städtischen Musikschule Bensheim regelmäßig zum Kreis der Preisträger auf Landes- und Bundesebene. Zahlreiche Ensembles fördern die Gemeinschaft der Musikschule. Die Musikschule Bensheim bietet ein breites Angebot an. So hat man die Auswahl von 17 verschiedenen Instrumentfächern.
- Stadtbibliothek Bensheim: eine Öffentliche Bibliothek mit über 50.000 Medieneinheiten. Die Stadtbibliothek befindet sich seit 2010 im Neumarkt-Center – zuvor war sie 10 Jahre in der Alten Post und davor in der Alten Faktorei. 2013 wurde die Stadtbibliothek mit dem Hessischen Bibliothekspreis ausgezeichnet.[42]

### Hessentag

Logo des Hessentages

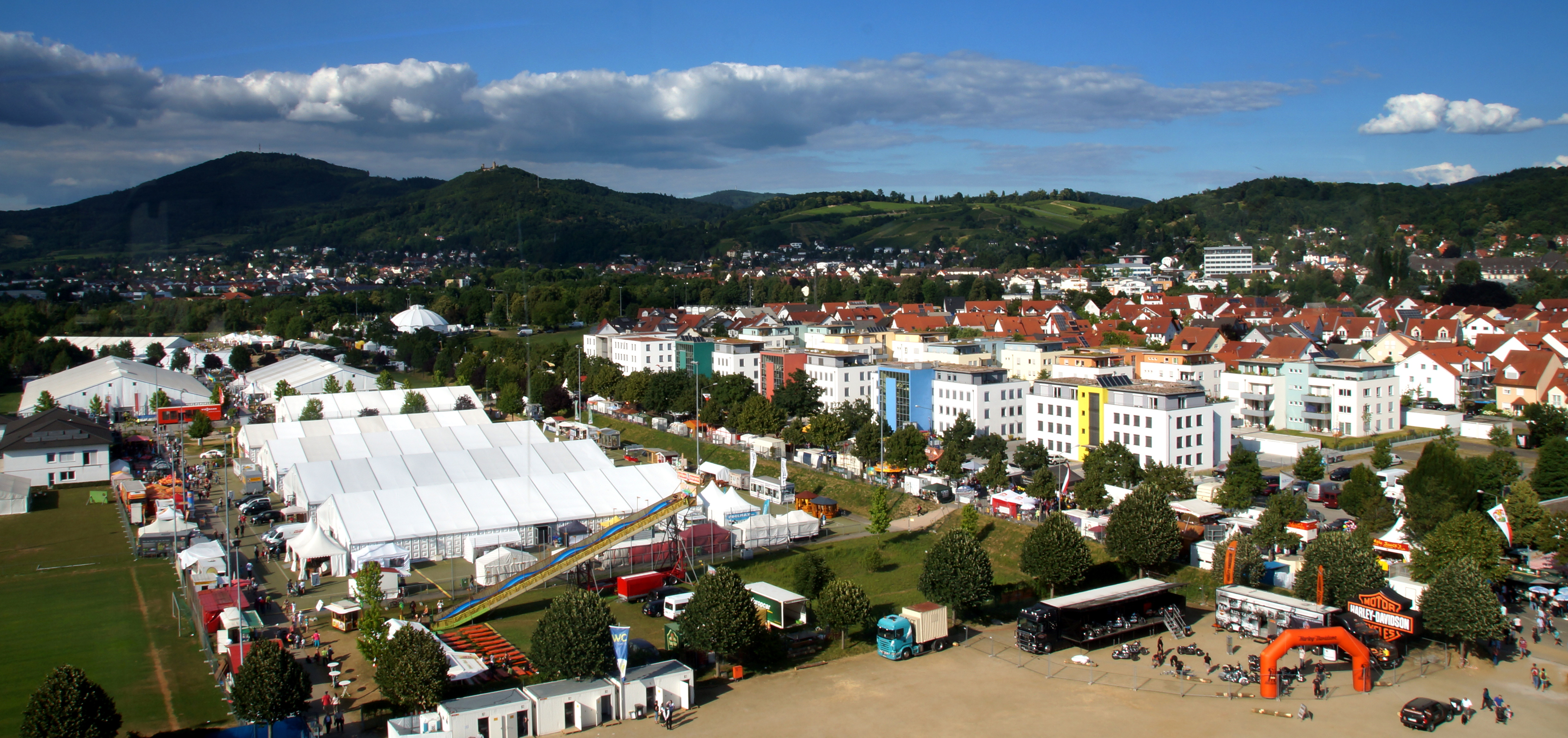
Bensheim Hessentag

Die Stadt Bensheim richtete zweimal den Hessentag aus. Im Jahr 1976 fand in Bensheim der 16. Hessentag statt.
Vom 6. bis zum 15. Juni 2014 veranstaltete die Stadt den 54. Hessentag.

### Bauwerke
Bensheim hat zusammen mit allen Stadtteilen insgesamt 557 Kulturdenkmäler.
Eine Auswahl der bedeutendsten Bauwerke der Stadt:
- Alte Faktorei: ehemalige Faktorei des Mainzer Domkapitels
- Alte Gerberei: von 1873
- Bismarckturm: von 1902 auf dem Hemsberg (262 m)
- Dalberger Hof: ehemaliger Adelshof
- Luginsland: (Blaues Türmchen oder Eckturm) am Höhenweg oberhalb des Baßmannparks, errichtet 1910.
- Hohenecker Hof: ehemaliger Adelshof von 1756
- Kirchberghäuschen: (220 m), errichtet 1849, eingeweiht 1857. Bei seiner Einweihung mit einem 18-Punkte-Plan am 2. Juni 1857 war es eine Einrichtung für die „gehobene Gesellschaft“. Heute ist es ein beliebtes Ausflugsziel der Bensheimer und zugleich eines der Wahrzeichen der Stadt.[44]
- Metzendorf-Villen
- Rinnentorturm: aus dem 13. oder 14. Jahrhundert
- Rodensteiner Hof: herrschaftliches Anwesen mit Park
- Roter Turm: Wachturm der ehemaligen Stadtmauer, aus dem 13. Jahrhundert
- Walderdorffer Hof: errichtet 1395, ältestes Fachwerkhaus in Südhessen
- Wambolter Hof: ehemaliger Adelshof von etwa 1732/33

### Sakralbauten
- Katholische Pfarrkirche St. Georg: von 1830
- Katholische Hospitalkirche St. Joseph: aus dem 14. Jahrhundert
- Kapuzinerkirche des Franziskanerklosters: Wiederaufbau nach Kriegszerstörung; Neukonsekration 1962
- Friedhofskirche St. Crescens: von 1618
- Michaelskirche: von 1863
- Stephanuskirche: von 1987, Architekt Heinz Frassine[45]
- Katholische Pfarrkirche St. Laurentius: von 1965
- Baschir-Moschee: von 2006.

Alle 557 Kulturdenkmäler sind in der Liste der Kulturdenkmäler in Bensheim aufgeführt.

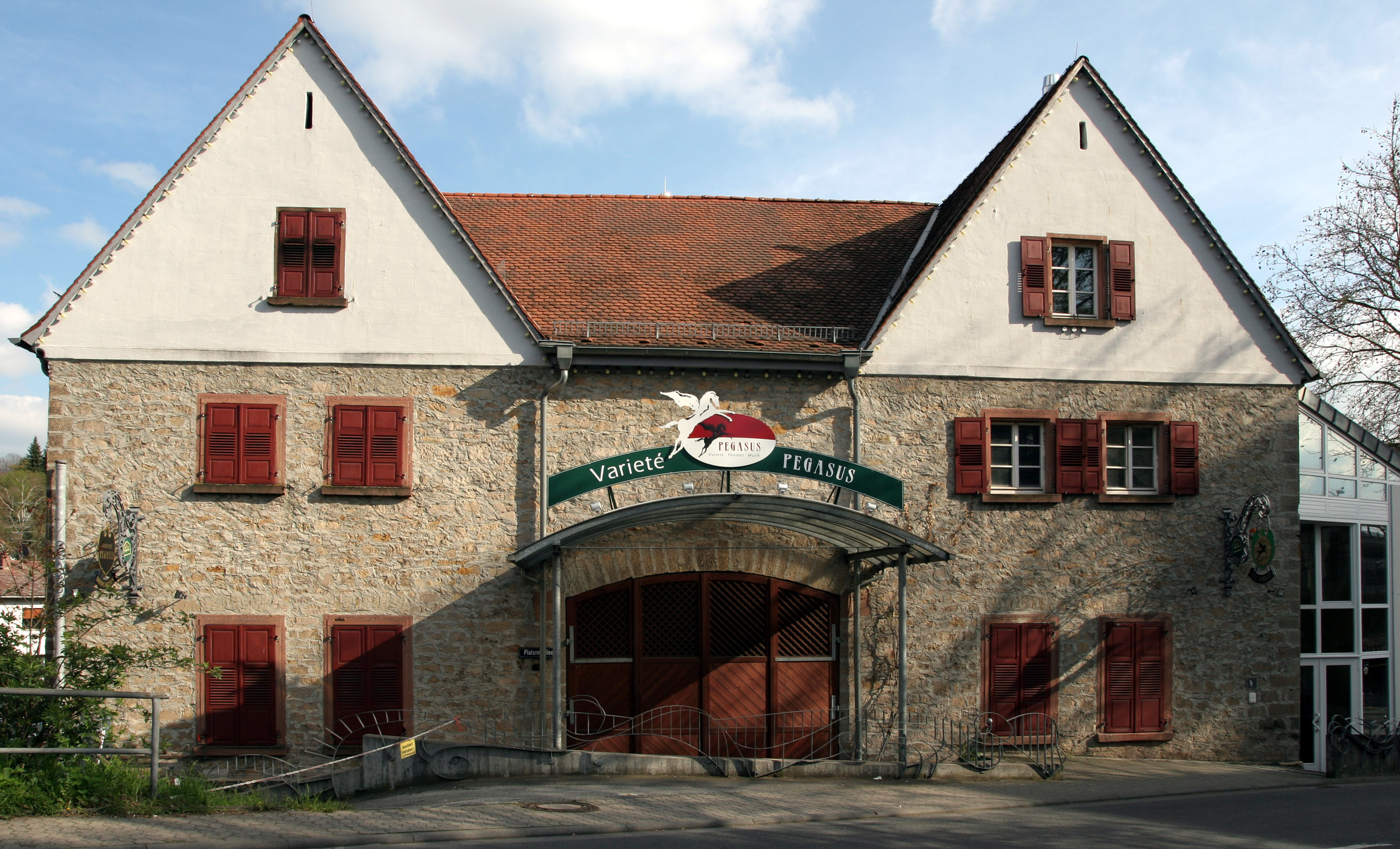
Das Varieté Pegasus in der Alten Gerberei
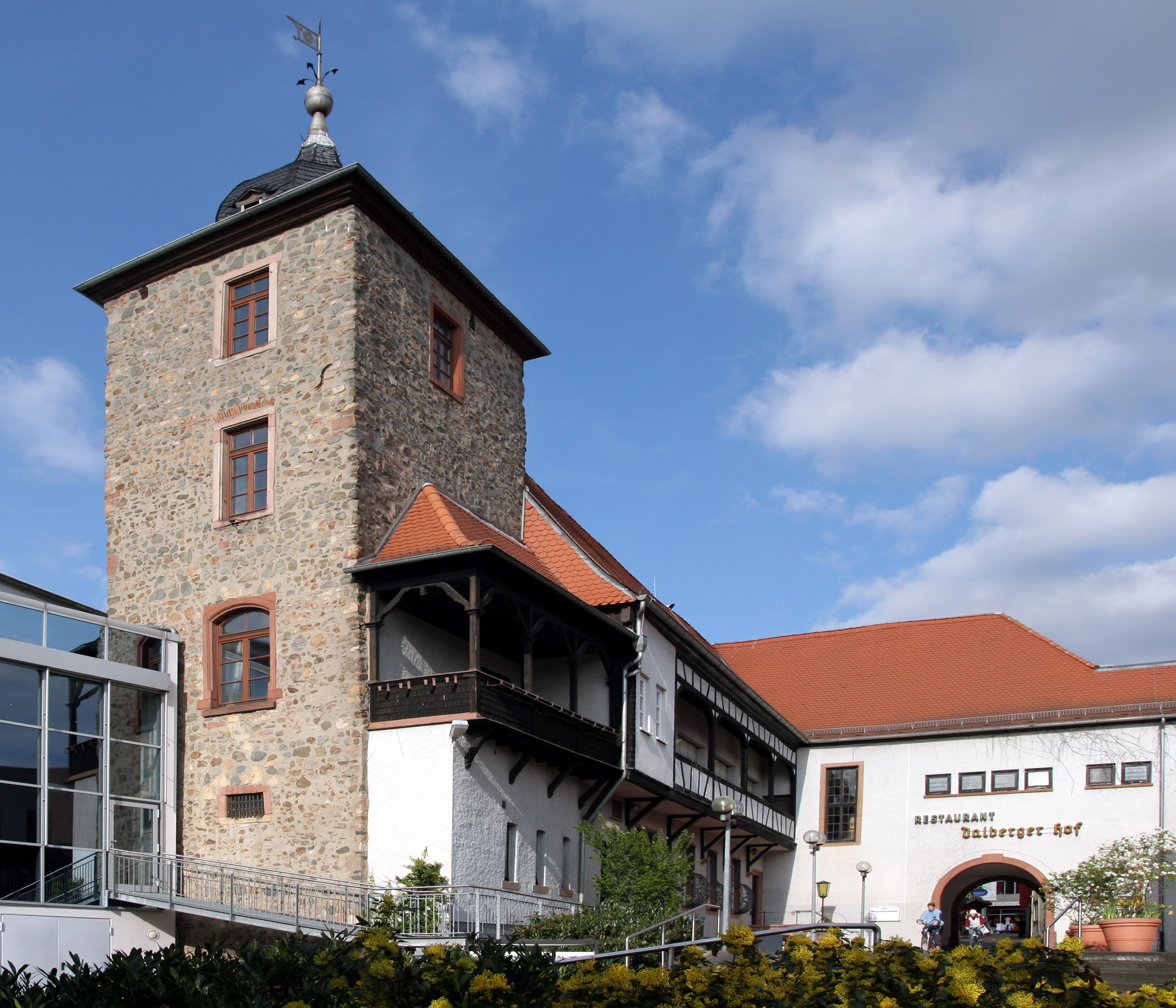
Der Dalberger Hof
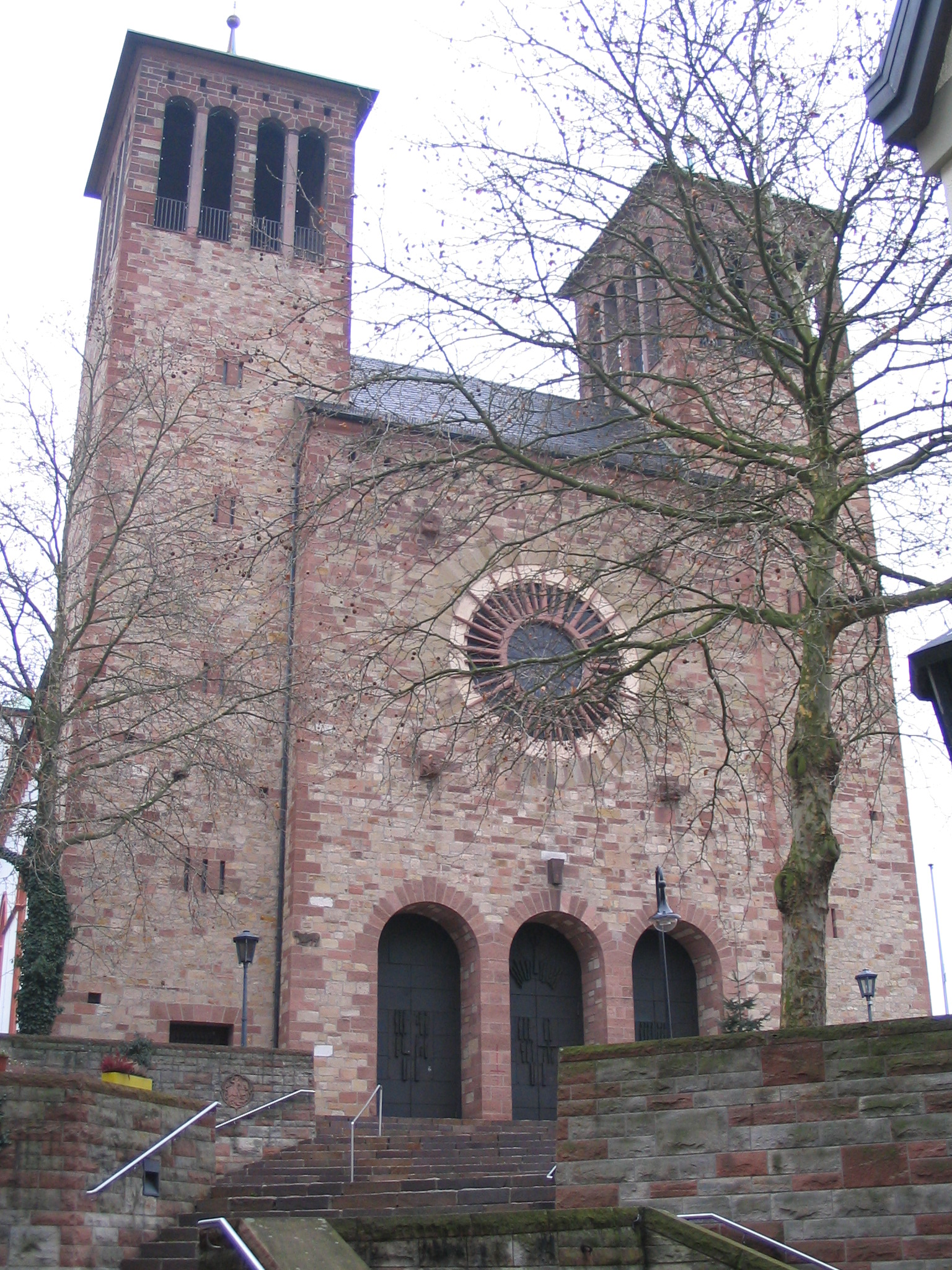
Die St. Georgskirche
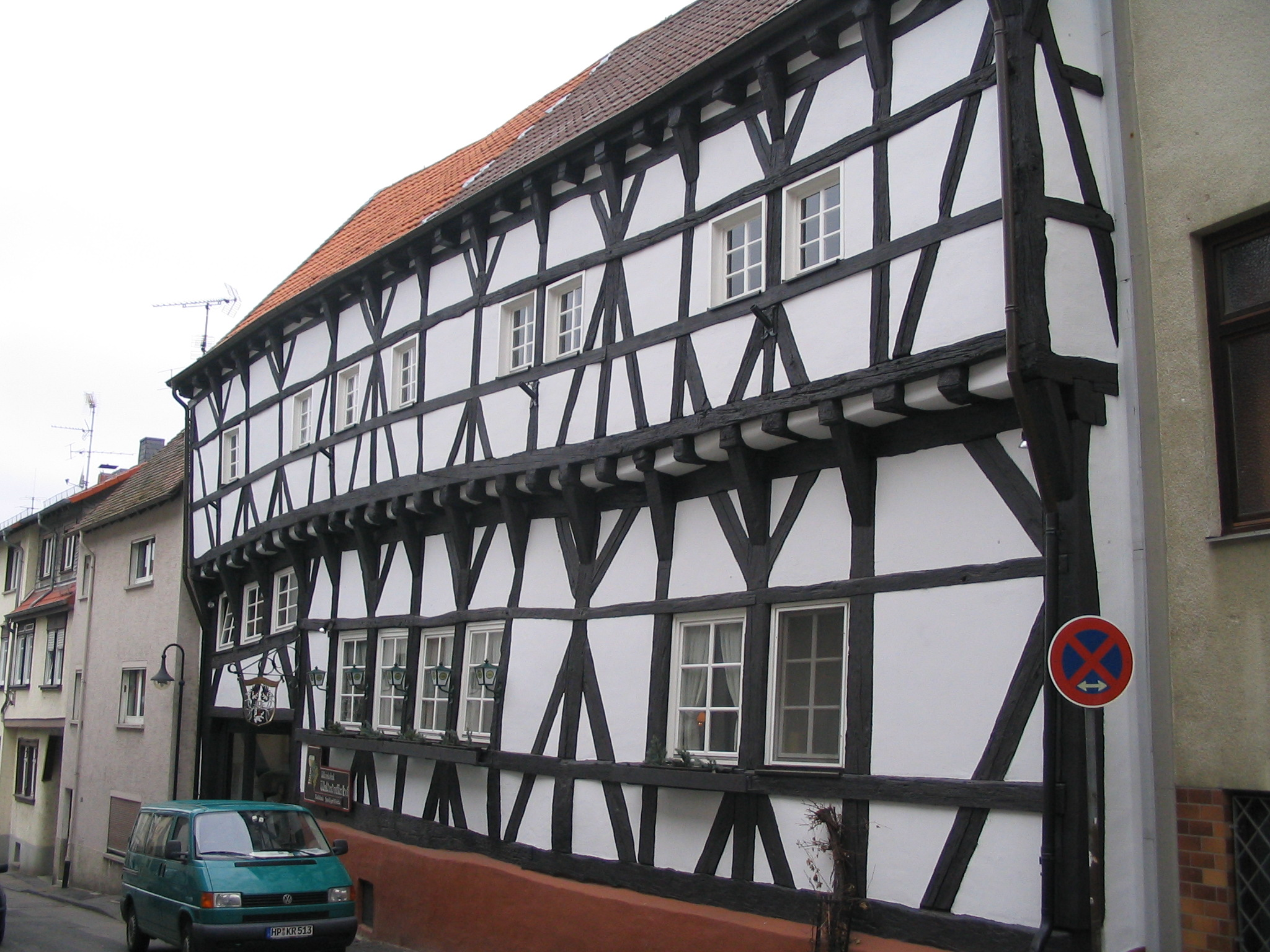
Der Walderdorffer Hof
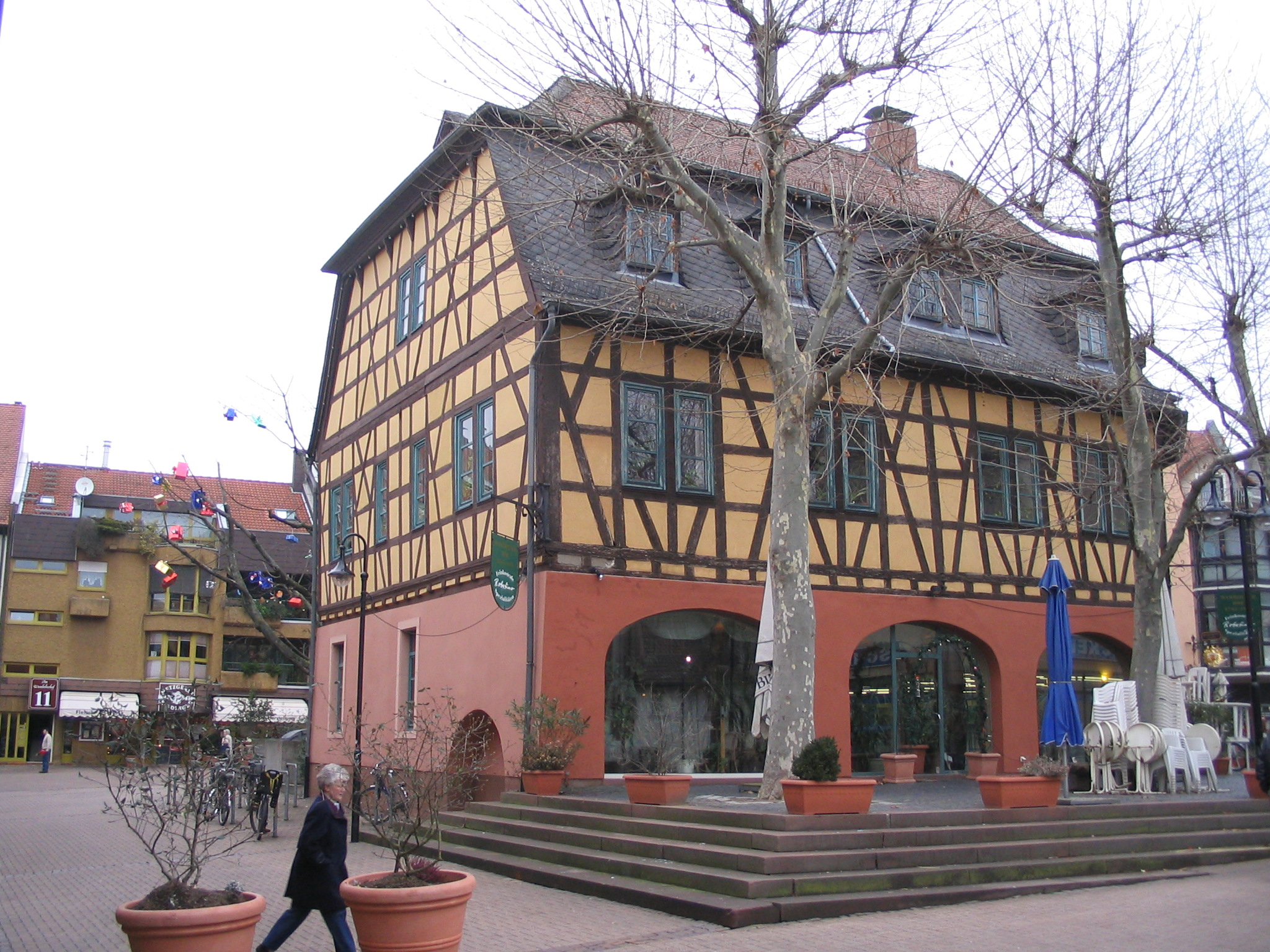
Der Wambolter Hof
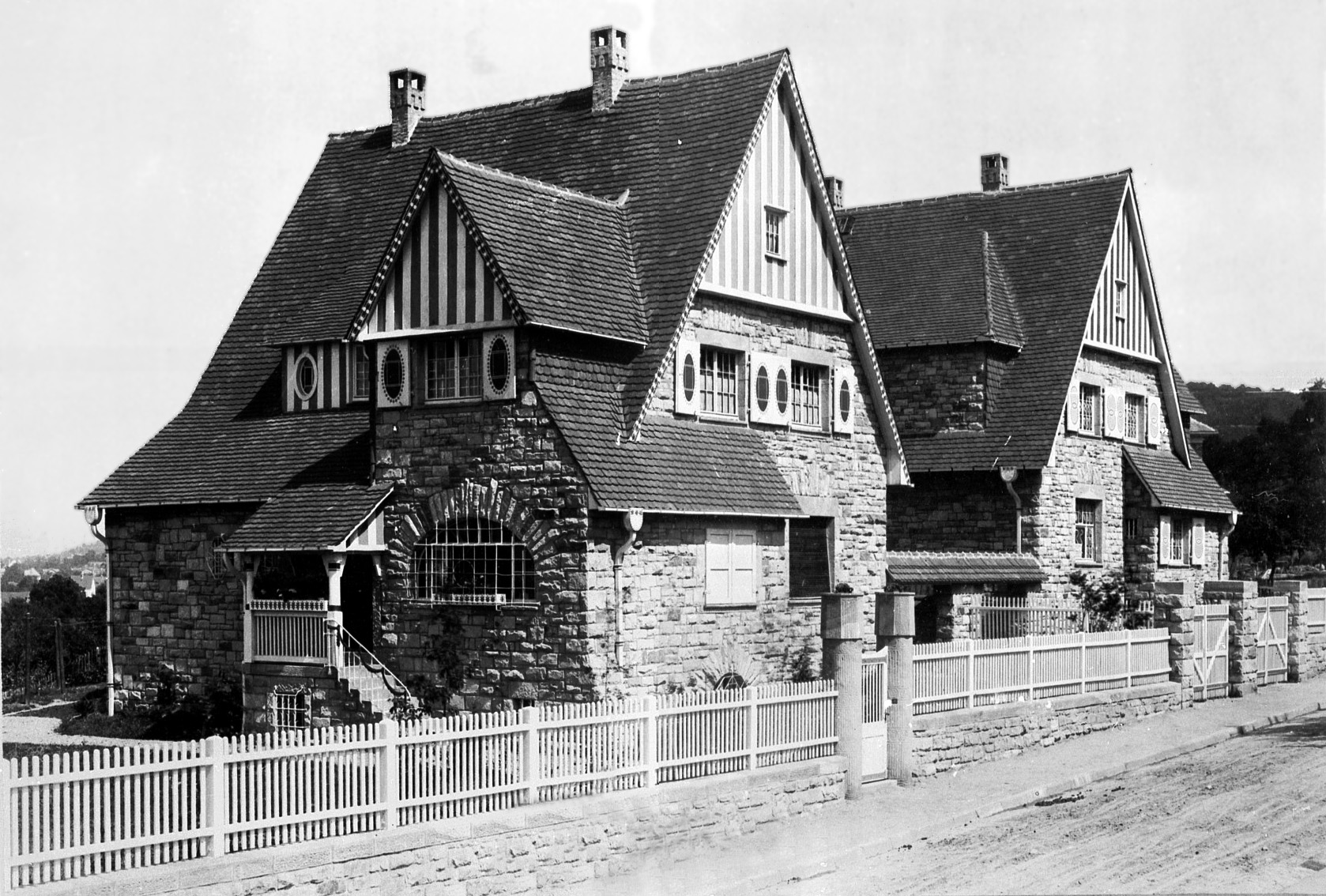
Villa Ernst (Ludwigstraße) von Heinrich Metzendorf, 1905
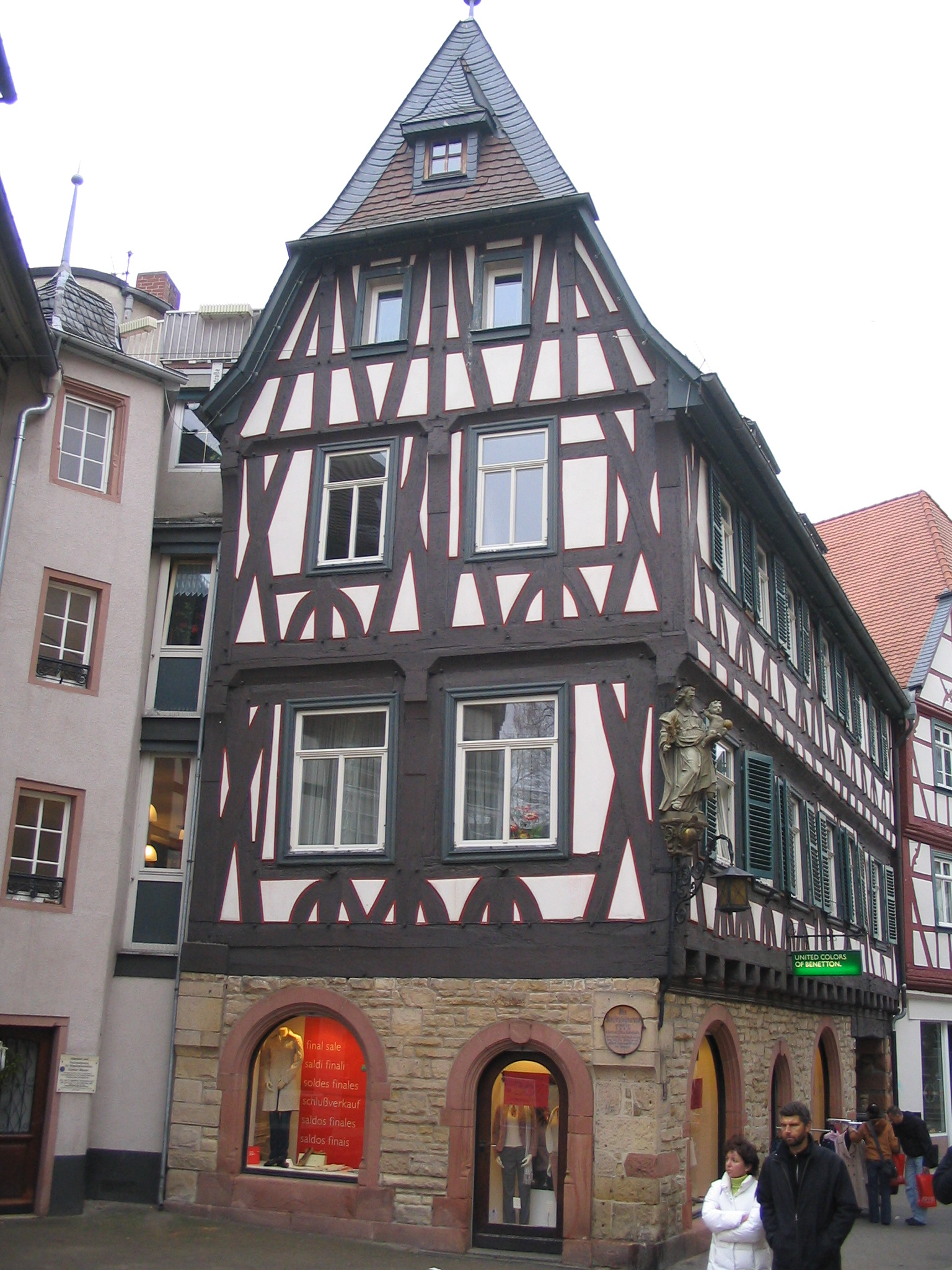
Das Flecksche Haus
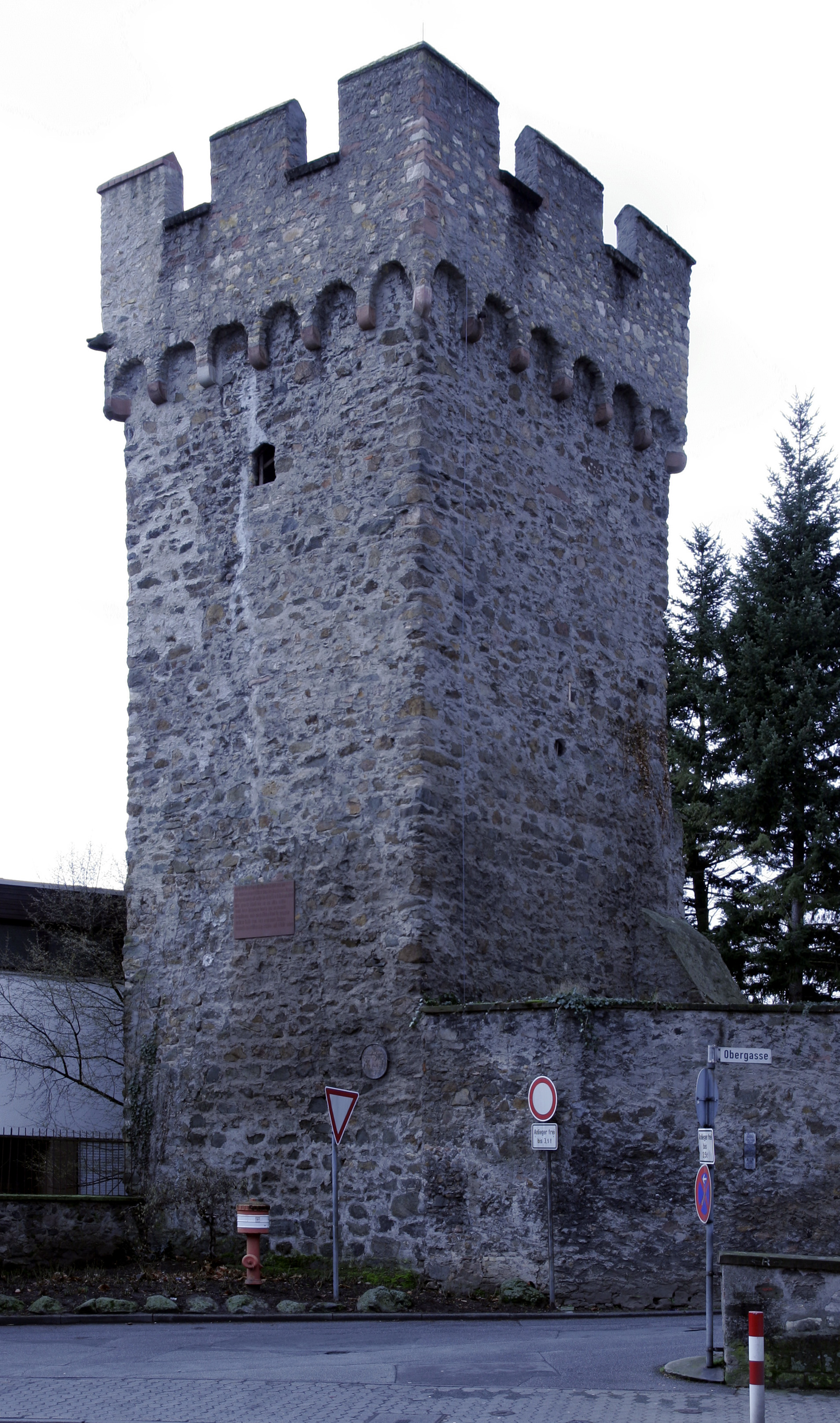
Der Rote Turm von etwa 1300
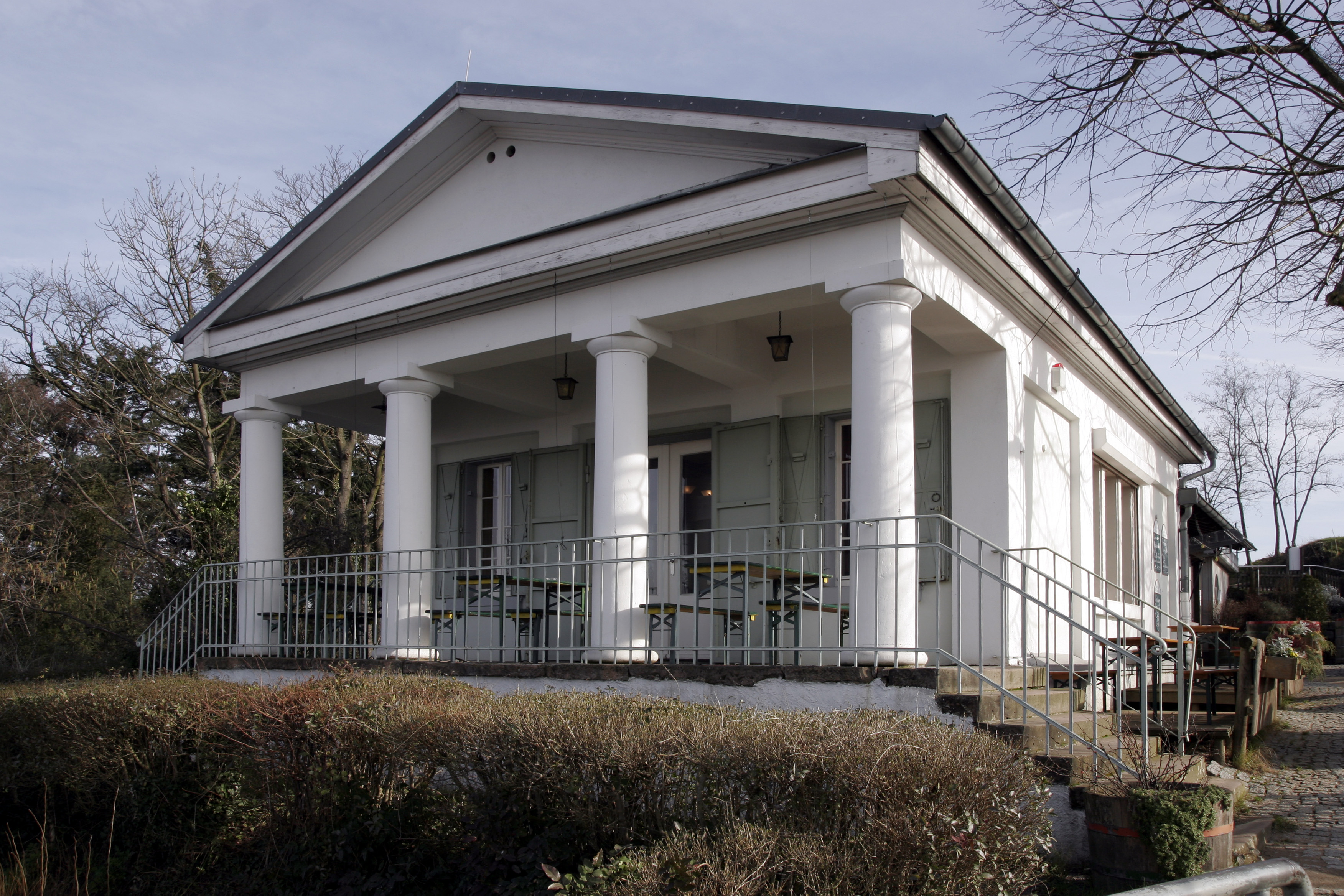
Das Kirchberghäuschen
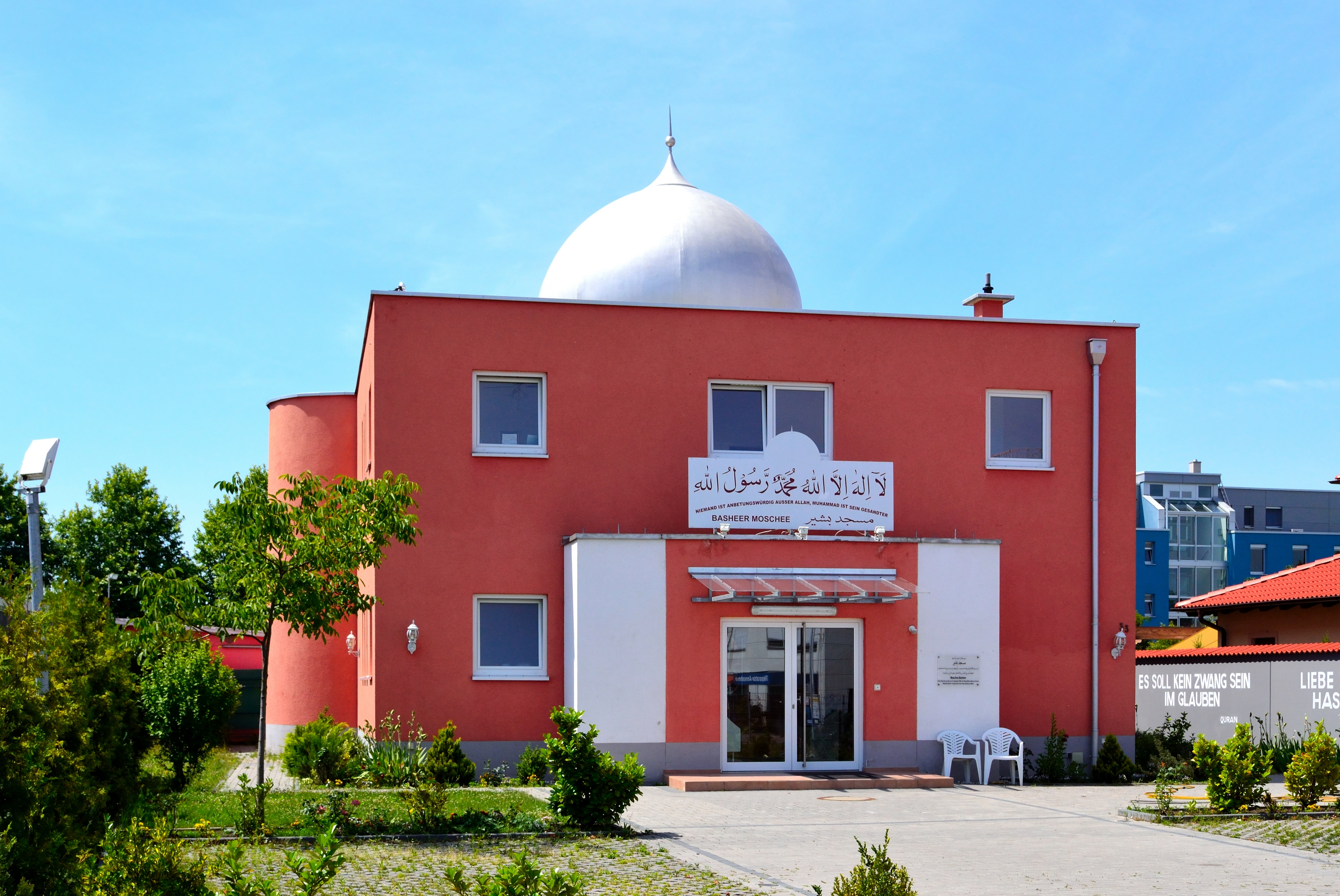
Baschir-Moschee
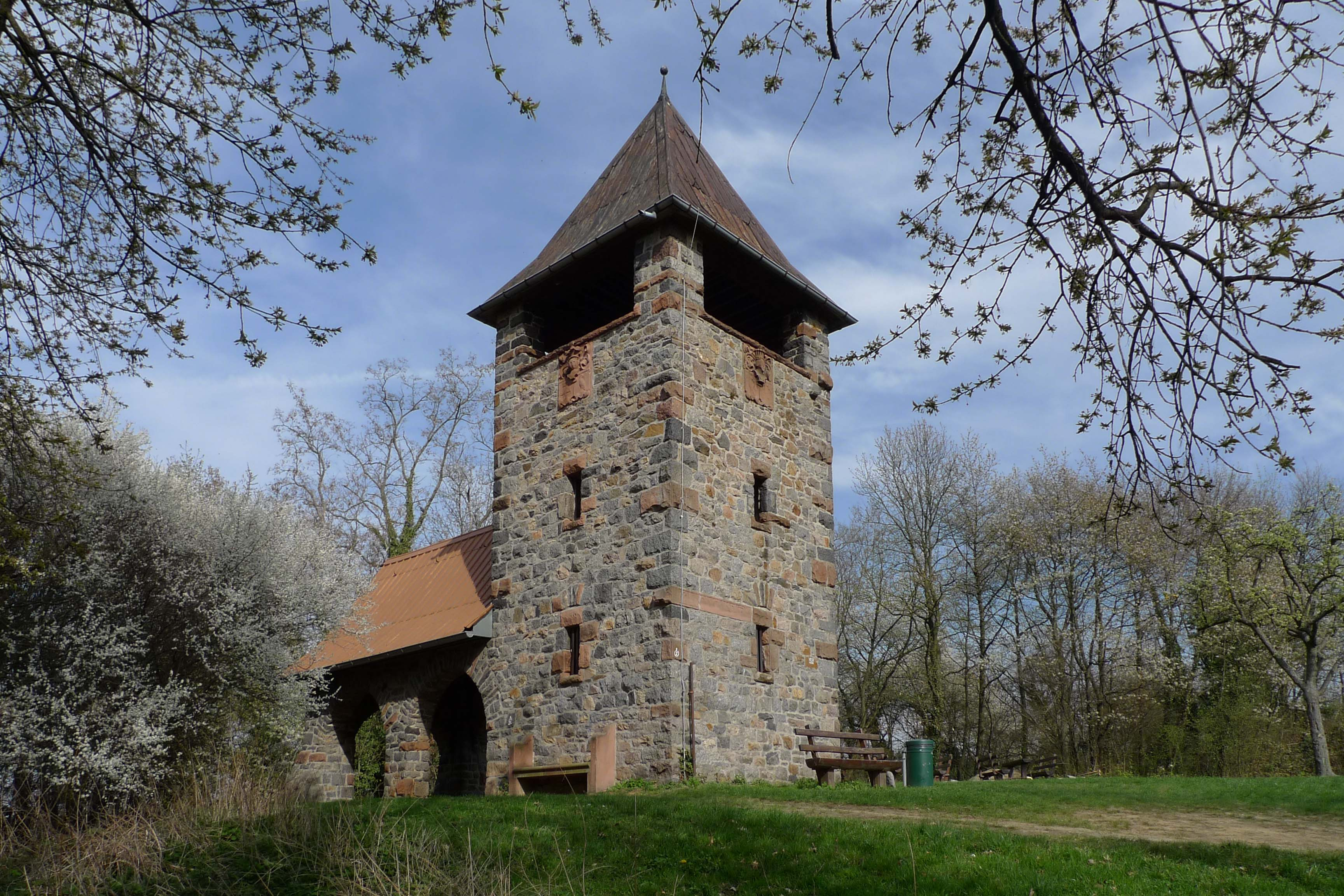
Blaues Türmchen (auch: Luginsland)
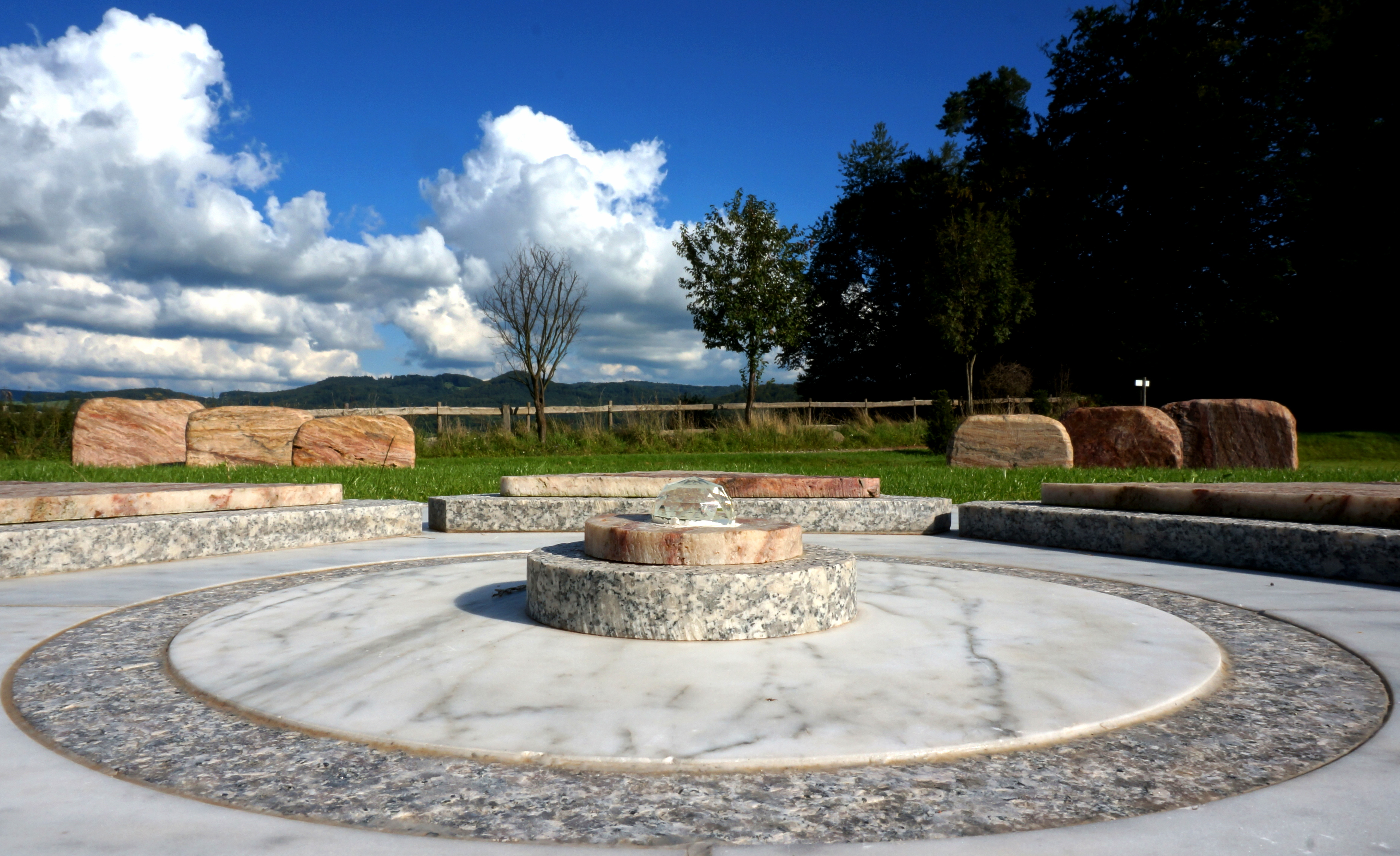
Das Friedensmal in Bensheim-Hochstädten
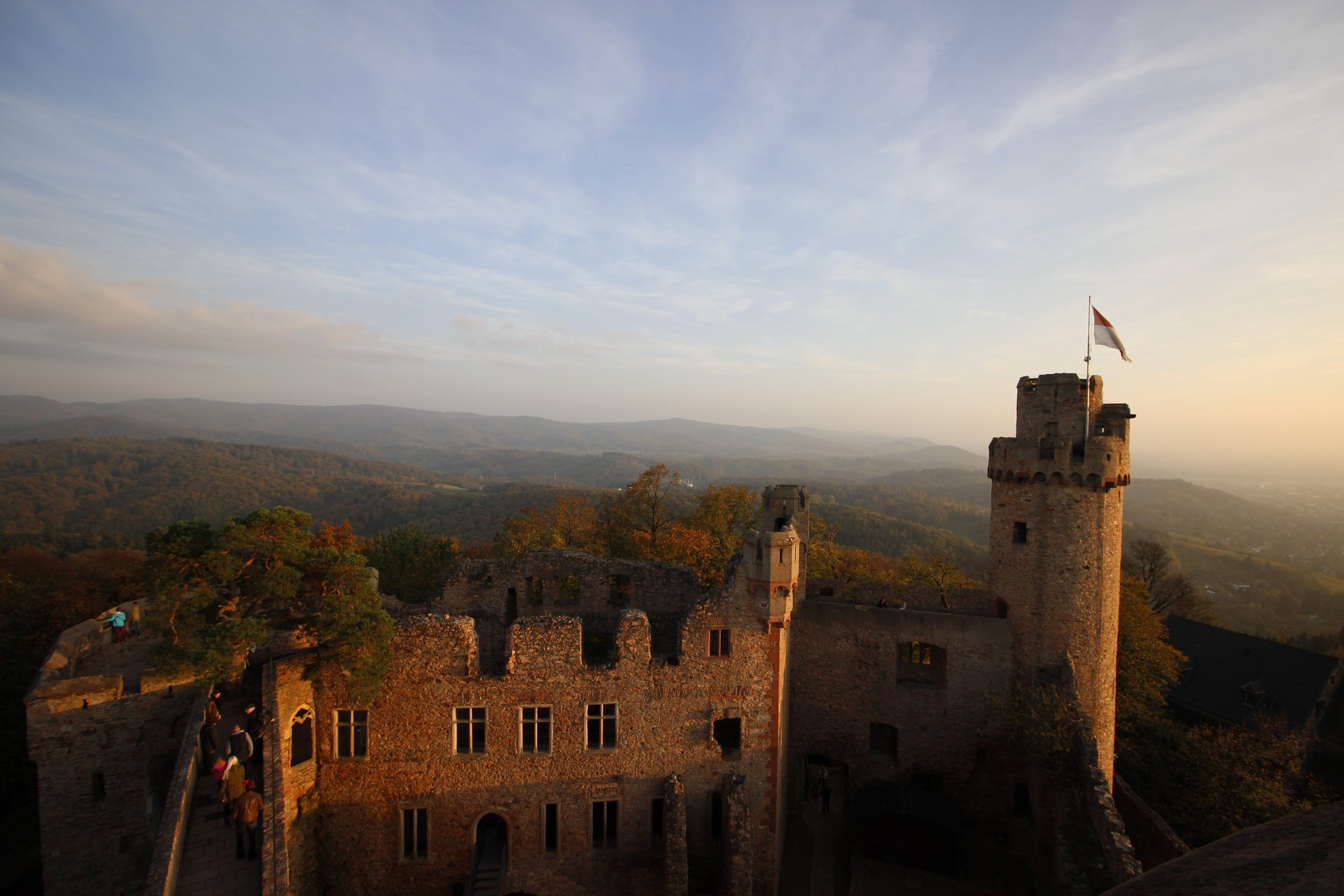
Blick vom Auerbacher Schloss

### Schutzgebiete
Auf der Bensheimer Gemarkung befinden sich fünf FFH-Gebiete: Tongrubengelände von Bensheim und Heppenheim, Magerrasen von Gronau mit angrenzenden Flächen, Kniebrecht, Melibocus und Orbishöhe bei Seeheim-Jugenheim, Alsbach und Zwingenberg, Buchenwälder des Vorderen Odenwaldes und Teile des Jägersburger/Gernsheimer Walds. Der Jägersburger/Gernsheimer Wald ist auch als Vogelschutzgebiet ausgewiesen wie auch die Hessischen Altneckarschlingen.
Zur Kategorie Naturschutzgebiet gehören die Bereiche Hemsberg von Bensheim-Zell, Erlache bei Bensheim und Orbishöhe von Auerbach und Zwingenberg. Das Landschaftsschutzgebiet Forehahi bezieht sich auf den Wald im Westen der Gemarkung, während der Geo-Naturpark Bergstraße-Odenwald die gesamte Gemarkung umfasst.
Der Landkreis Bergstraße hat für Bensheim 26 Naturdenkmale ausgewiesen, nämlich besondere Bäume sowie das Schannenbacher Felsenmeer im Schliefenbach.
Details zu den Schutzgebieten sind zu finden unter den hessischen Listen der FFH-Gebiete, Landschaftsschutzgebiete und Vogelschutzgebiete sowie der Liste der Naturschutzgebiete im Kreis Bergstraße.

### Jugendkultur
Bensheim bietet eine Vielzahl an Angeboten für Kinder. So wurde beispielsweise am 26. Januar 2006 ein neues Jugendzentrum eröffnet, das Kindern bis 14 Jahren reichlich Möglichkeiten bietet, sich zu beschäftigen. Das alte größere Jugendzentrum in der Wilhelmstraße wurde dafür geschlossen. Für Jugendliche, speziell für die subkulturellen Strömungen, wie die Skater, Biker oder die Nachwuchsmusikerszene, gibt es relativ wenig Angebote. Jedoch wurde am 30. August 2008 ein neuer BMX/Skatepark eingeweiht, wo sich nun die Skater und BMXer regelmäßig treffen. Gefordert und auch geplant wurde der Park von den Jugendlichen selbst.

### Regelmäßige Veranstaltungen im Jahreslauf
- Bergsträßer Jazzfestival: Unter der künstlerischen Leitung von Bruno Weis findet seit 2008 das Bergsträßer Jazzfestival[46] statt. Die Veranstaltungsreihe mit vier Konzerten an vier verschiedenen Orten erstreckt sich über das gesamte Kalenderjahr.
- Gertrud-Eysoldt-Ring: Seit 1986 wird in Gedenken an Gertrud Eysoldt jährlich in der Regel im März in Bensheim der Gertrud-Eysoldt-Ring, einer der bedeutendsten Theaterpreise in Deutschland, verliehen.
- Bensheimer Passionsspiel: Die von italienischen und deutschen Laiendarstellern in Form einer Prozession seit 1983 an jedem Karfreitag inszenierte Aufführung der Passion Christi nach italienischem Vorbild wird in der gesamten Bensheimer Innenstadt gezeigt.
- Weinlagenwanderung: Sie findet seit 1988 am 1. Mai statt. Der Weg beginnt in Alsbach und führt durch die Weinberge oberhalb und teilweise durch die vom Weinlagenweg tangierten Städte bis zur hessisch-badischen Grenze. Bis zu 40.000 Teilnehmer nehmen an der Veranstaltung teil.
- Das MaiWay-Festival wird seit 2003 jährlich veranstaltet. Immer in der Nacht zu Christi-Himmelfahrt startet das in Bensheim einmalige Musikspektakel. Zahlreiche Gastronomiebetriebe und größere Hallen bieten die Plattform für über 30 Live-Bands an einem Abend. Ein sich durch die Stadt ziehender roter Strich auf den Gehwegen vernetzt die komplette Veranstaltung und weist den Weg zu den einzelnen Events.
- Das anlässlich der Einweihung der Fußgängerzone 1975 eingeführte Bürgerfest wird seit 1977 regelmäßig im Frühsommer gefeiert.
- Seit 1987 findet das Auerbacher Bachgassenfest im Juli statt.
- Vogel der Nacht: Es handelt sich um ein sechstägiges Musikfestival, welches seit 2005 jährlich im Bensheimer Stadtpark veranstaltet wird. Das Festival findet immer in der letzten Woche der Sommerferien statt und ist ein akustisches Festival mit einem sozialen Hintergrund.
- Bergsträßer Winzerfest: Das überregional bekannte Bergsträßer Winzerfest findet jedes Jahr in der ersten Septemberwoche in der gesamten Innenstadt statt. Das samstags beginnende Fest dauert neun Tage. Am ersten Sonntag gibt es einen großen Festumzug und am zweiten Winzerfestsamstag wird ein Feuerwerk auf dem Kirchberg gezündet. Das erste Winzerfest wurde vom 19. bis 22. Oktober 1929 gefeiert. Bereits bei diesem Winzerfest gab es einen Festumzug und abends ein Feuerwerk auf dem Kirchberg.
- Jog and Rock: Es ist eine jährliche Laufveranstaltung; sie findet seit 2005 immer Ende September statt. Mittlerweile kommen mehr als 1600 Teilnehmer, weswegen der Veranstalter auch entsprechende Laufkurse zur Vorbereitung anbietet.
- Pley/Repley: Es ist ein Elektro-Festival, das im November in der Weststadthalle stattfindet.

### Sport
Überregional bekannt ist die in der Handball-Bundesliga spielende Damen-Mannschaft der HSG Bensheim/Auerbach.
25 Jahre nach dem Abstieg in die 2. Liga schaffte die Mannschaft im Jahr 2013 den Wiederaufstieg in die 1. Liga, stieg aber direkt wieder ab. 2017 gelang der erneute Aufstieg.
Der VFL Bensheim und die DJK/SSG Bensheim bietet Kindern und Erwachsenen zahlreiche Sportangebote, von klassischem Vereinssport über Kurse und Freizeiten an. Die Herren-Basketballmannschaft des VFL spielt in der Regionalliga Südwest.
Der SV 1949 Schönberg besitzt neben der traditionellen Fußballabteilung außerdem eine Turnabteilung mit Gymnastik-Angeboten und eine Zumba-Abteilung.
Neben den Fußballvereinen in den Ortsteilen stellt Bensheim drei eigene Vereine. Den FC 07 Bensheim, die FSG Bensheim und den FC Italia Bensheim.
Das AKG Bensheim ist Partnerschule des Leistungssports, Schulsportzentrum des Landkreises und erzielt regelmäßig Erfolge auf Landes- und Bundesebene.

## Wirtschaft und Infrastruktur

### Flächennutzung
Das Gemeindegebiet umfasst eine Gesamtfläche von 5783 Hektar, davon entfallen in ha auf:
| Nutzungsart             | Nutzungsart             | 2011 | 2015 |
| ----------------------- | ----------------------- | ---- | ---- |
| Gebäude- und Freifläche | Gebäude- und Freifläche | 913  | 928  |
| davon                   | Wohnen                  | 566  | 562  |
|                         | Gewerbe                 | 93   | 113  |
| Betriebsfläche          | Betriebsfläche          | 56   | 57   |
| davon                   | Abbauland               | 27   | 27   |
| Erholungsfläche         | Erholungsfläche         | 69   | 77   |
| davon                   | Grünanlage              | 36   | 43   |
| Verkehrsfläche          | Verkehrsfläche          | 453  | 461  |
| Landwirtschaftsfläche   | Landwirtschaftsfläche   | 2587 | 2552 |
| davon                   | Moor                    | 0    | 0    |
|                         | Heide                   | 0    | 0    |
| Waldfläche              | Waldfläche              | 1541 | 1543 |
| Wasserfläche            | Wasserfläche            | 105  | 105  |
| Sonstige Nutzung        | Sonstige Nutzung        | 59   | 61   |

### Ansässige Unternehmen
Bensheim zählt zum wirtschaftlich starken Rhein-Neckar-Dreieck und ist zusammen mit verschiedenen Nachbarstädten und -gemeinden (wie Heppenheim, Lorsch und Lautertal) im südhessischen Regionalplan als Mittelzentrum ausgewiesen.
Die Stadt verfügt über günstige Wirtschaftsdaten, auch im Verhältnis zu den ohnehin günstigen Daten des Rhein-Neckar-Raumes und der überdurchschnittlichen Erwerbstätigenquote und besonders hohem Akademikeranteil bei überdurchschnittlich hoher Kaufkraft der Wohnbevölkerung.
Die Sirona Dental Systems GmbH hat ihren Sitz in Bensheim. Das Unternehmen ist der größte Arbeitgeber des Landkreises Bergstraße und produziert Waren und Dienstleistungen für Zahnärzte. Die Kern GmbH, ein Hersteller von Kuvertiersystemen für Banken, Versicherungen, Telekommunikationsunternehmen und IT-Dienstleister, sowie FICO TONBELLER (ehemals TONBELLER AG), ein Hersteller von Compliance-Lösungen, sind in Bensheim ansässig. Ihren Hauptsitz hat hier die deutsche Tochtergesellschaft von Cegedim Relationship Management, die Cegedim Deutschland GmbH, die Dienstleistungen für pharmazeutische Unternehmen anbietet. Weiterhin befinden sich hier die Elektronikfirma Tyco Electronics AMP GmbH, die IFOK GmbH und die HTV GmbH, die für Hersteller aus fast allen Bereichen der Elektronik Halbleiter testet und programmiert. Des Weiteren hat das Fahrzeugunternehmen Suzuki Deutschland GmbH in Bensheim seinen Sitz. Die Fahrzeuge in der nationalen TV-Werbung des Unternehmens tragen aus diesem Grund das Kfz-Kennzeichen HP (Heppenheim/Landkreis Bergstraße), das sonst in diesem Zusammenhang eher selten zu finden ist. Ebenfalls aus dem Automobilsegment sind im Stubenwald ein Trainingszentrum der BMW Group, sowie die überregional bekannte und auf Hebebühnen spezialisierte TwinBusch GmbH ansässig. Die zu PaperlinX gehörende Deutsche Papier Vertriebs GmbH betreibt als überregional tätiger Papiergroßhändler eines der modernsten deutschen Hochregallager in Bensheim. Die GGEW AG, ein Bergsträßer Dienstleistungsunternehmen für Strom, Gas und Wasser, hat seinen Sitz in Bensheim.
Die Christoffel-Blindenmission hat ihren Sitz in Bensheim, ebenso die Karl Kübel Stiftung für Kind und Familie und die Hessenstiftung – Familie hat Zukunft.

### Gesundheitswesen
Das Heilig-Geist Hospital Bensheim ist ein Krankenhaus in Bensheim.

### Justiz

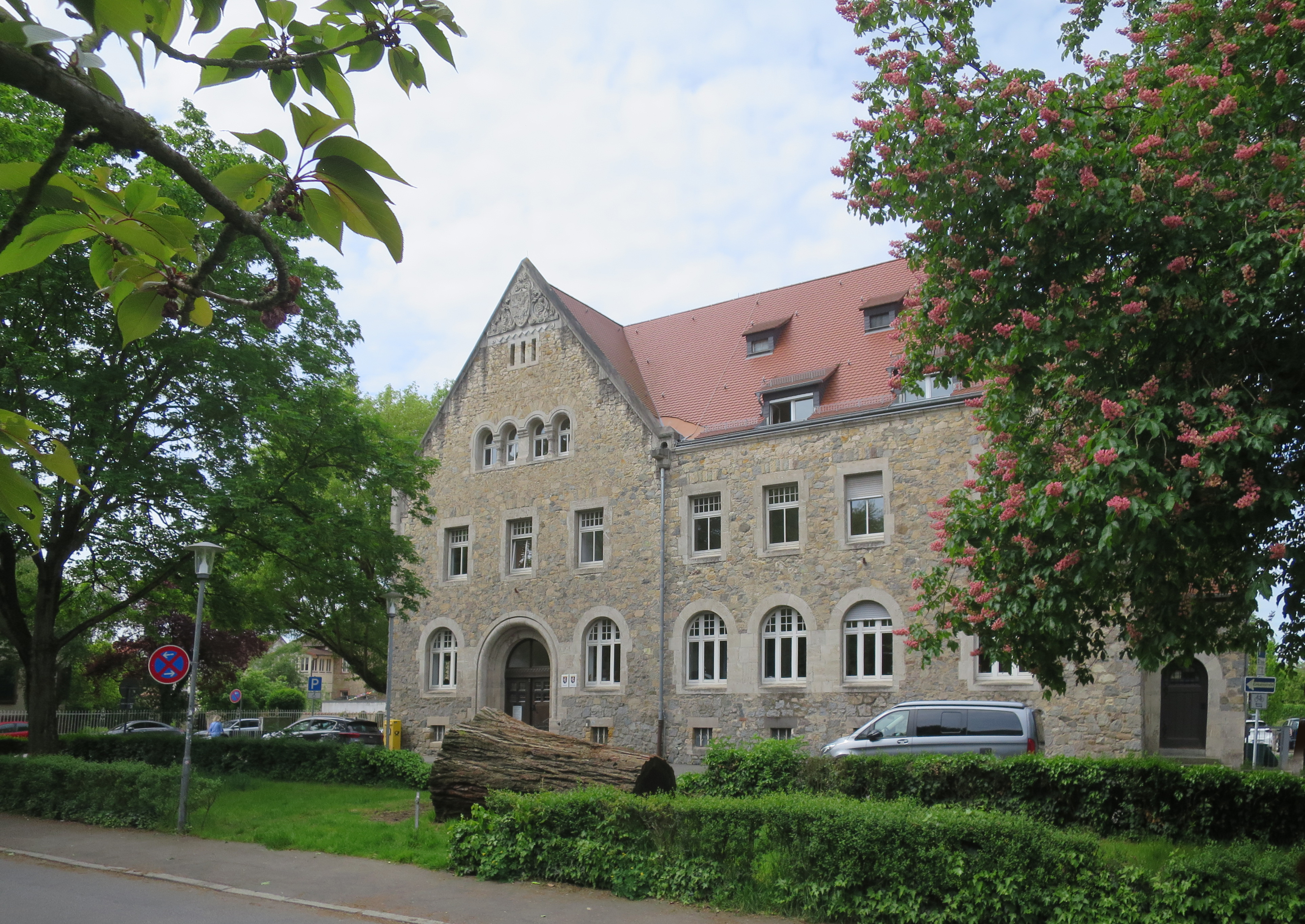
Amtsgericht Bensheim

Bensheim ist der Sitz des Amtsgerichts Bensheim. Als Schöffengericht ist es auch für die Amtsgerichtsbezirke Lampertheim und Fürth/Odw. zuständig. Das historische Dienstgebäude stammt von dem Architekten Karl Hofmann, wurde 1902 fertiggestellt und ist ein Kulturdenkmal. 
 Die Bewährungshilfe des Landgerichts Darmstadt unterhält in Bensheim eine Zweigstelle.

### Medien
Über das Lokalgeschehen in Bensheim und Umgebung berichtet der zur Verlagsgruppe Mannheimer Morgen gehörende Bergsträßer Anzeiger, der seinen Sitz in der Rodensteinstraße 6 hat. Der Bergsträßer Anzeiger erscheint von Montag bis Samstag.

### Verkehr

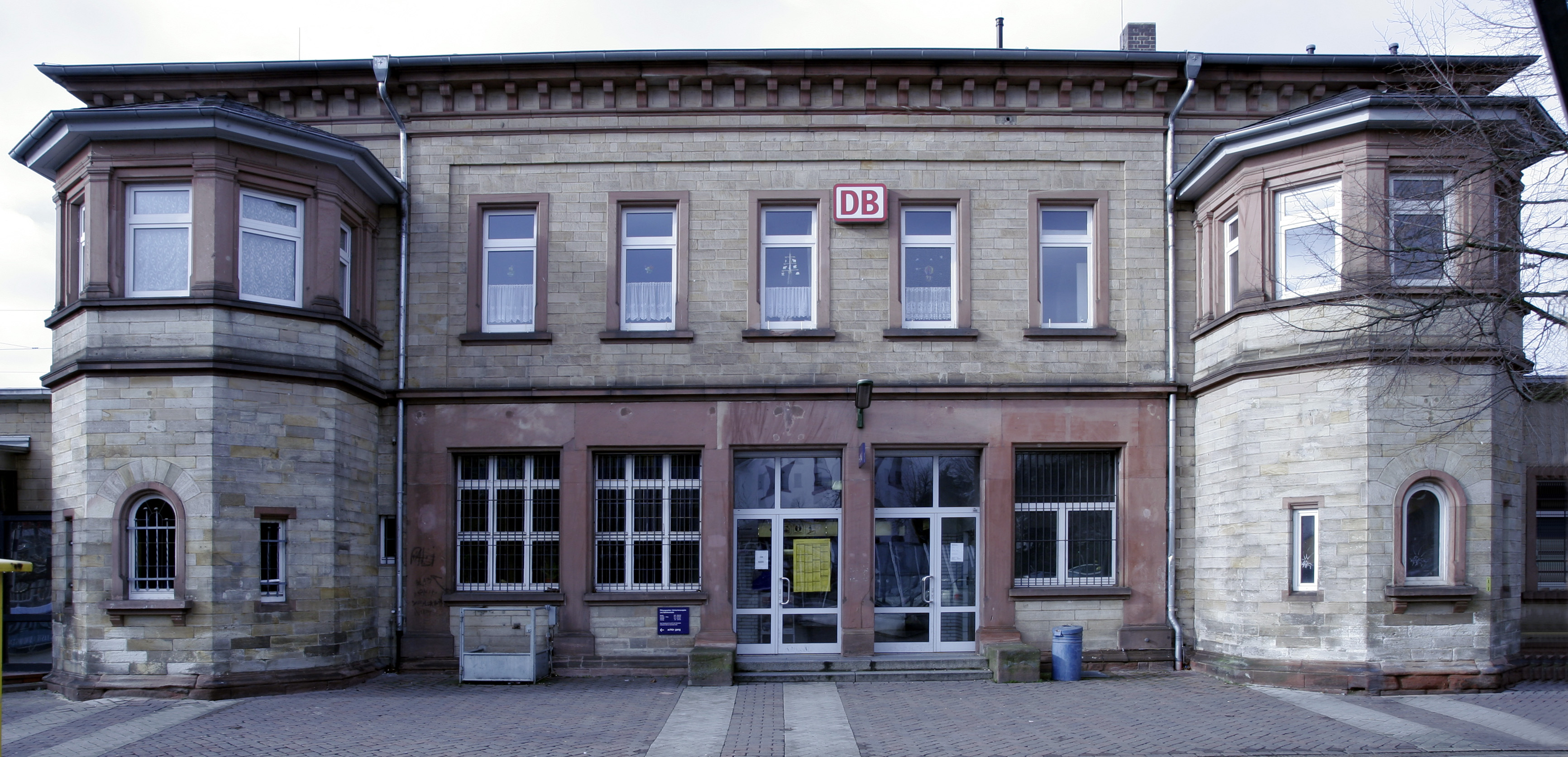
Bensheimer Bahnhof

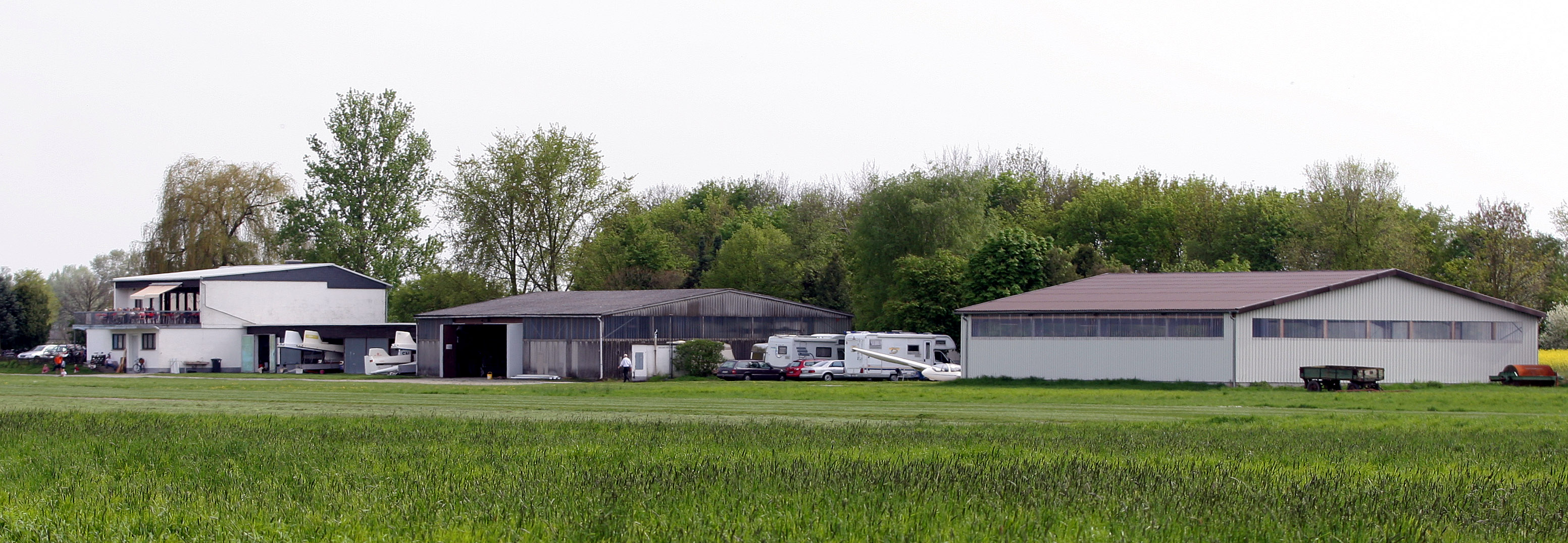
Flugplatz Bensheim

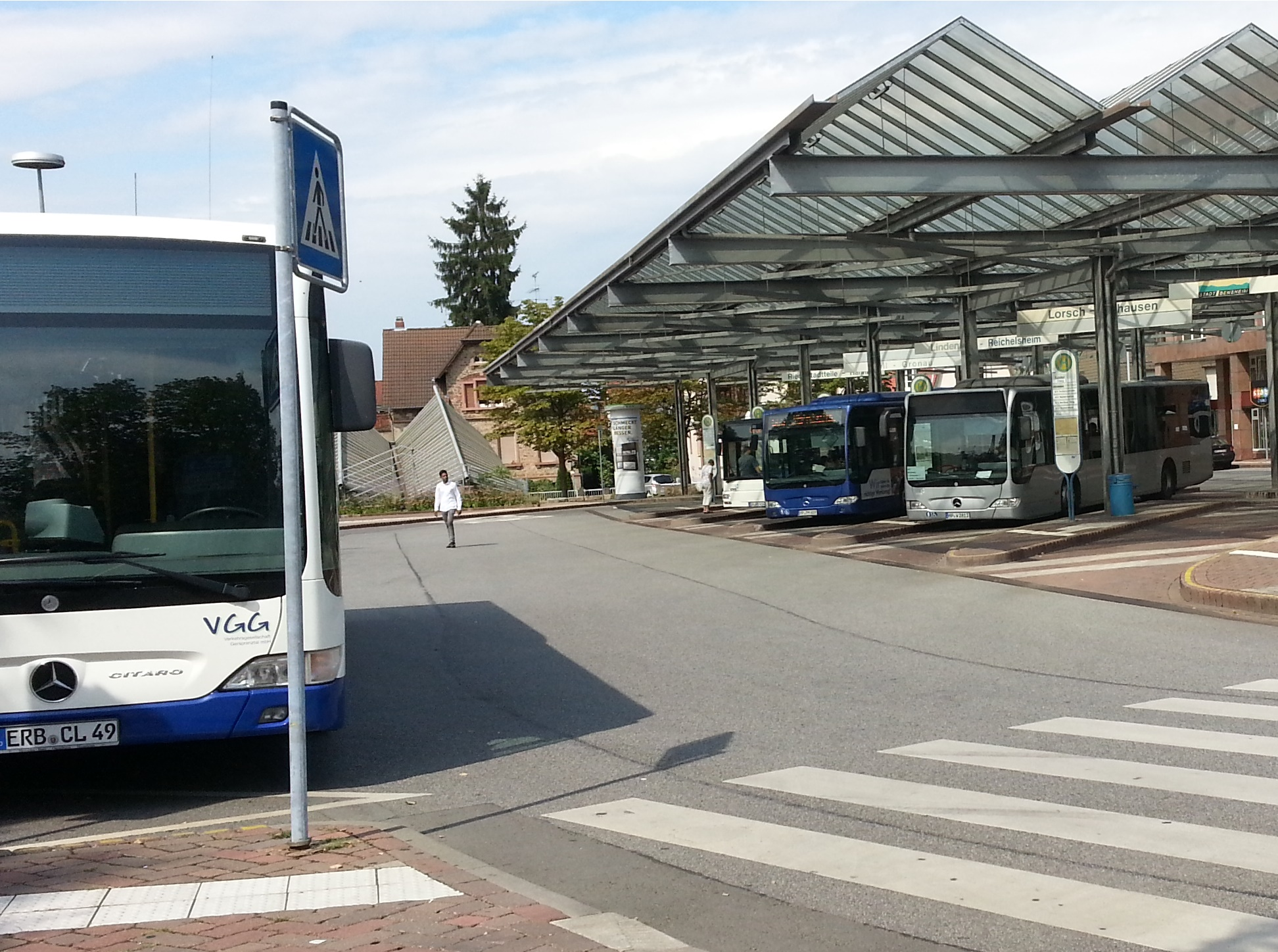
ZOB Bensheim

Bensheim liegt am Kreuzungspunkt der Bundesstraßen 3 und 47. Im Westen der Stadt verläuft die A 5. Über zwei Ausfahrten ist Bensheim zu erreichen: im Norden über die Ausfahrt Zwingenberg und im Süden über die Ausfahrt Bensheim. Wenige Kilometer weiter westlich verläuft parallel zur A 5 die A 67. Hier ist Bensheim über die Anschlussstelle Lorsch zu erreichen.
An der Bahnstrecke Frankfurt am Main–Heidelberg gelegen ist der Bahnhof Bensheim InterCity-Systemhalt. Der Bahnhof ist außerdem Endpunkt der von Worms nach Bensheim führenden Nibelungenbahn. Der Ortsteil Auerbach hat einen eigenen, an der Linie Frankfurt am Main – Heidelberg gelegenen, Bahnhof. An ihm halten allerdings nur Regionalbahnen.
Den lokalen und regionalen ÖPNV bedienen zwei Stadtbuslinien (671 und 673) und acht Regionalbuslinien (640, 641, 646, 665, 669, 675, 676, 677). Außerhalb der Busfahrzeiten verkehren, hauptsächlich innerorts und zu den Stadtteilen Ruftaxis, welche bei Fahrtwunsch eine Stunde vor planmäßiger Abfahrt vorbestellt werden müssen und lediglich für Zeitkartennutzer des Verkehrsverbundes Rhein-Neckar zuschlagsfrei nutzbar sind. Im Rahmen der Neuausschreibung des Linienbündels Bensheim kam es zu einigen Anpassungen der Bus- und Ruftaxilinien.
Der Frankfurter Flughafen befindet sich knapp 50 Straßenkilometer nördlich von Bensheim. Das Segelfluggelände Bensheimer Stadtwiesen ist Segelflugzeugen, Motorseglern oder kleineren Motorflugzeugen vorbehalten.

### Bildung
Bensheim ist eine Stadt der Schulen. So gibt es hier allein sechs Gymnasien: das Alte Kurfürstliche Gymnasium, die Geschwister-Scholl-Schule (Kooperative Gesamtschule mit gymnasialer Oberstufe), das Goethe-Gymnasium (Gymnasium ab Klasse 5 mit gymnasialer Oberstufe), die Liebfrauenschule (privates katholisches Mädchengymnasium), die Karl-Kübel-Schule als berufliches Gymnasium (mit den Fachrichtungen: Wirtschaft, Wirtschaft bilingual, Gesundheit, Mechatronik, Umwelt, Datenverarbeitung, Gestaltungs- und Medientechnik) und die Heinrich-Metzendorf-Schule ebenso als berufliches Gymnasium (mit den Fachrichtungen Mechatronik und Umwelt).
In Bensheim gibt es eine gewerbliche und eine kaufmännische Kreisberufsschule, die vor dem 1. Januar 1963 noch gemeinsam die Kreisberufsschule, ehemals Fortbildungsschule bildeten. Die kaufmännische Kreisberufsschule, die Karl-Kübel-Schule bietet neben der Fachoberschule und der Berufsschule eine Berufsfachschule mit Fremdsprachensekretariat und Höherer Handelsschule. Die gewerbliche Kreisberufsschule, die Heinrich-Metzendorf-Schule erweitert das Bildungsangebot um eine Berufsschule im gewerblich-technischen Bereich, eine Berufsfachschule, eine Technikerschule sowie eine Fachoberschule.
Im Stadtgebiet existieren sieben öffentliche Grundschulen. Dies sind die Hemsbergschule, die Grundschule in den Kappesgärten, die Joseph-Heckler-Schule, die Schloßbergschule, die Kirchbergschule, die Märkerwaldschule und die Carl-Orff-Schule. Daneben gibt es die Schillerschule als Grund-, Haupt- und Realschule sowie die Senfkornschule in privater Trägerschaft.
Drei Beratungs- und Förderzentren haben ihren Sitz in Bensheim. Dies sind die Kirchbergschule (Förderschule mit dem Schwerpunkt „Lernen“), die Seebergschule (Förderschule mit dem Schwerpunkt „Geistige Entwicklung“) und die Behindertenhilfe Bergstraße GmbH.
Anbieter von Erwachsenenbildung sind die Kreisvolkshochschule Bensheim sowie das Frauen- und Familienzentrum Bensheim; mit etwa 2000 Teilnehmenden im Jahr ist es die größte Familienbegegnungsstätte im Landkreis Bergstraße.
Das Naturschutzzentrum Bergstraße bietet zahlreiche Veranstaltungen im Rahmen der Umweltbildung für Kinder und Erwachsene.

### Wissenschaft
In Bensheim ist seit 1947 mit dem Konfessionskundlichen Institut des Evangelischen Bundes das größte europäische Ökumene-Institut ansässig. Von 1947 bis 1967 und seit November 2007 befindet es sich im Wolfgang-Sucker-Haus.
Weiterhin hat das Institut für Personengeschichte, eine der wichtigsten deutschen Forschungsstellen zur Genealogie, Biographie und Prosopographie, in Bensheim seinen Sitz.

## Persönlichkeiten

### Ehrenbürger
- Josef von Rüding (1783–1863), Landrat, dann Kreisrat, Ehrenbürger 1846
- Peter Camesasca (1798–1859), Kreisrat, Abgeordneter, Ehrenbürger 1857
- Wilhelm Julius Euler (1847–1934), Unternehmer und Landtagsabgeordneter, Stadtrat und Mäzen
- Karl Albert Henkelmann (1858–1928), Heimatforscher und Autor
- Joseph Treffert (1883–1963), Gewerkschafter und Kommunalpolitiker

### Ehrenbürgermeister
Georg Stolle (1938–2020), Politiker und Bürgermeister von Bensheim 1972–2002, seit 2002 Ehrenbürgermeister

### In Bensheim geborene Persönlichkeiten
- Felix Ambach (* 1998), Jazzmusiker
- Hermann von Beisler (1790–1859), bayerischer Militär und Politiker
- Ludwig Berg (1909–1976), Sozialethiker
- Karsten Bletzer (* 1970), deutscher Politiker (AfD), Landtagsabgeordneter
- Diether Blüm (1924–2001), Archivar, Museumsleiter, Lokalhistoriker und Autor
- Nicolai Borger (* 1974), Schriftsteller
- Werner Buggisch (1943–2019), Professor der Geologie an der Universität Erlangen-Nürnberg und Polarforscher
- Wilhelm von Curti (1598–1678), Diplomat in englischen Diensten
- Claudia Diehl (* 1968), Soziologin
- Jan Dieteren, (* 1993), Straßenradrennfahrer
- Gerhard Emig (* 1938), Chemiker
- Alexander zu Erbach-Schönberg (1872–1944), letzter Fürst zu Erbach-Schönberg
- Georg Ludwig II. zu Erbach-Schönberg (1723–1777), regierender Graf, Ritter des russischen Alexander-Newski-Ordens
- Gustav Ernst zu Erbach-Schönberg (1739–1812), Offizier, französischer Oberst, preußischer Generalmajor
- Gustav Ernst zu Erbach-Schönberg (1840–1908), Offizier, Standesherr, Mitglied der Ersten Kammer im Großherzogtum Hessen
- Karl Eugen zu Erbach-Schönberg (1732–1816), Offizier in österreichischen Diensten, Feldmarschall-Lieutenant
- Friedrich Wilhelm „Wilfried“ Euler (1908–1995), Archivar, antisemitischer Genealoge, Nationalsozialist und Stiftungsgründer
- Horst Euler (1910–1980), Opernsänger
- August Feigel (1880–1966), Kunsthistoriker und Direktor des Hessischen Landesmuseums Darmstadt
- Franz Feigel (1816–1858), Weinhändler und Politiker
- Eugen Flegler (1897–1981), Hochschullehrer für Elektrotechnik und Rektor der RWTH Aachen
- Patrick Franziska (* 1992), Tischtennis-Nationalspieler
- Johannes Fritsch (1941–2010), Komponist, Verleger, Studiobetreiber, Zeitschriftenherausgeber und Autor
- Walter Geiger (1901–1995), Mitglied im Beratenden Landesausschuss, Verleger
- Heike B. Görtemaker (* 1964), Historikerin
- Rolf Groß (* 1934), Jurist und Ministerialbeamter
- Wolfgang Hamberger (1930–2025), Oberbürgermeister von Fulda
- Hans-Georg Härter (* 1945), Vorstandsvorsitzender der ZF Friedrichshafen AG
- Karl Härter (* 1956), Rechtshistoriker und Hochschullehrer
- Richard Hartmann (* 1958), römisch-katholischer Theologe
- Eduard Haßloch (1887–1944), Kaufmann, Journalist und Bensheimer Heimatdichter
- Elisabeth Hattemer (1870–1948), Politikerin (Zentrum)
- Joseph Heckler (1786–1857), Großherzoglich Hessischer Obereinnehmer, Heimatforscher
- Ulrich Hemel (* 1956), römisch-katholischer Theologe
- Michael Klemm (* 1953), Autor, Regisseur und Schauspieler
- Otto Koch (1923–2011), Physiker und Manager
- Josefine Koebe (* 1988), Politikerin (SPD) und Ökonomin
- Jannik Kohlbacher (* 1995), Handballspieler
- Evert Kornmayer (* 1965), Verleger und Sachbuchautor
- Katharina Krischer (* 1963), Physikochemikerin und Hochschullehrerin
- Horst Kuhn (1932–1991), Jurist, Richter am Bundesgerichtshof
- Thomas Johannes Mayer (* 1969), Opernsänger
- Karl Merz (1836–1890), US-amerikanischer Komponist
- Thomas Metz (* 1968), Politiker (CDU), Staatssekretär
- Marcus Morlinghaus (* 1965), Schauspieler, Autor und Regisseur
- Norbert Moser (1930–1984), Oberstleutnant der Bundesluftwaffe und Spion des Ministeriums für Staatssicherheit der DDR
- Johannes Müller jun. (1785–1867), Gerbereibesitzer, Politiker und Abgeordneter
- Otto-Werner Mueller (1926–2016), Dirigent und Musikpädagoge
- Norbert Müller-Everling (* 1953), Bildhauer
- Philipp Müller (1760–1841), Kutschenfabrikant in Ungarn, Politiker und Richter
- Markus Philippi (* 1979), Koch, mit einem Stern im Guide Michelin ausgezeichnet
- Wilhelm Raiß (1900–1982), Maschinenbauingenieur und Hochschullehrer
- Rudolf Röser (1920–2013), Verleger
- Franz Joseph Ross (1881–1949), Landtagsabgeordneter
- Eric Schaaf (* 1990), Fußballspieler
- Otto Schilling-Trygophorus (1888–1976), Jurist und Musikwissenschaftler
- Klaus Steffen (* 1945), Mathematiker und Hochschullehrer
- Joseph Stoll (1879–1956), Heimatdichter, Heimatforscher, Mitbegründer des Bensheimer Winzerfestes, NSDAP-Lokalpolitiker
- Anna Sturmfels (1883–1967), Mathematikerin und Lehrerin
- Bernhard Trares (* 1965), Fußball-Bundesligaspieler und Fußballtrainer
- Katrin Hechler (* 1969), politische Beamtin (SPD)
- Jule Weber (* 1993), Slam-Poetin
- Peter Weyrauch (1923–2019), Architekt
- Thomas Weyrauch (* 1954), Autor
- Vera-Sabine Winkler (* 1961), evangelische Theologin

### Persönlichkeiten mit Bezug zu Bensheim
- Jakob Adam (1568–1618), reformierter Prediger und Pfarrer (in Bensheim 1598 bis 1603)
- Louis Auler (1853–1922), Zigarettenfabrikant in Bensheim und Abgeordneter
- Gerhard Beetz (1918–2005), Generalsekretär des Evangelischen Bundes
- Moritz Edelmann (1891–1973), nationalsozialistischer Geschichtsdidaktiker
- Wilhelm Euler (1847–1934), Papierfabrikant, Kommerzienrat, Landtagsabgeordneter, Mäzen und Stadtrat von Bensheim
- Wilhelm Flegler (1848–1935), Theologe und Pädagoge
- Willy Rudolf Foerster (1905–1966), Industrieller
- Steffen Gebhardt (* 1981), Moderner Fünfkämpfer
- Leo Grewenig (1898–1991), Maler, Schüler von Kandinsky und Klee
- Willi Harwerth (1894–1982), Grafiker und Illustrator
- Heinz Jost (1904–1964), SS-Brigadeführer und in den Nürnberger Prozessen als Kriegsverbrecher verurteilt
- Jakob Kindinger (1905–1986), kommunistischer Widerstandskämpfer, KZ-Häftling im KZ Buchenwald, Gewerkschafter[55]
- Henry Kissinger (1923–2023), deutsch-US-amerikanischer Politiker, US-Außenminister (1973–1977), diente 1945–1946 beim Counter Intelligence Corps in Bensheim
- Paul Kleinschmidt (1883–1949), Maler
- Karl Ernst Knodt (1856–1917), Dichter
- Bernd Koberstein (* 1952), Bezirksapostel und Kirchenpräsident der Neuapostolischen Kirche Hessen/Rheinland-Pfalz/Saarland
- Karl Kunkel (1913–2012), katholischer Theologe
- Klaus Kübler (1936–2007), Bundestagsabgeordneter (SPD)
- Carl Otto Lenz (* 1930), Politiker, Generalanwalt
- Hugo Lindemann (1867–1949), Hochschullehrer und sozialdemokratischer Politiker
- Michael Meister (* 1961), Bundestagsabgeordneter (CDU)
- Georg Metzendorf (1874–1934), Architekt
- Franz Heinrich Metzendorf (1866–1923), Architekt, „Baumeister der Bergstraße“
- Arthur von Oettingen (1836–1920), deutsch-baltischer Physiker, Musiktheoretiker und Biograf
- Walter Renneisen (* 1940), Schauspieler
- Wilhelm Ringelband (1921–1981), Theaterkritiker, Stifter des Gertrud-Eysoldt-Rings
- Zacharias Rosenbach (1595–1638), kurpfälzischer Arzt in Bensheim
- Wolfgang Sucker (1905–1968), Gründer des Konfessionskundlichen Instituts Bensheim
- Wilhelm Weyrauch (1914–2003), Regionalgeschichtsforscher und Kommunalpolitiker
- Oliver Zipse (* 1964), Vorstandsvorsitzender der BMW AG, lebte in Bensheim
- Johann Matthias Blesinger (1675–1752), Bürgermeister der Stadt Bensheim, Autor einer viel beachteten Familienchronik